# 羽後交通

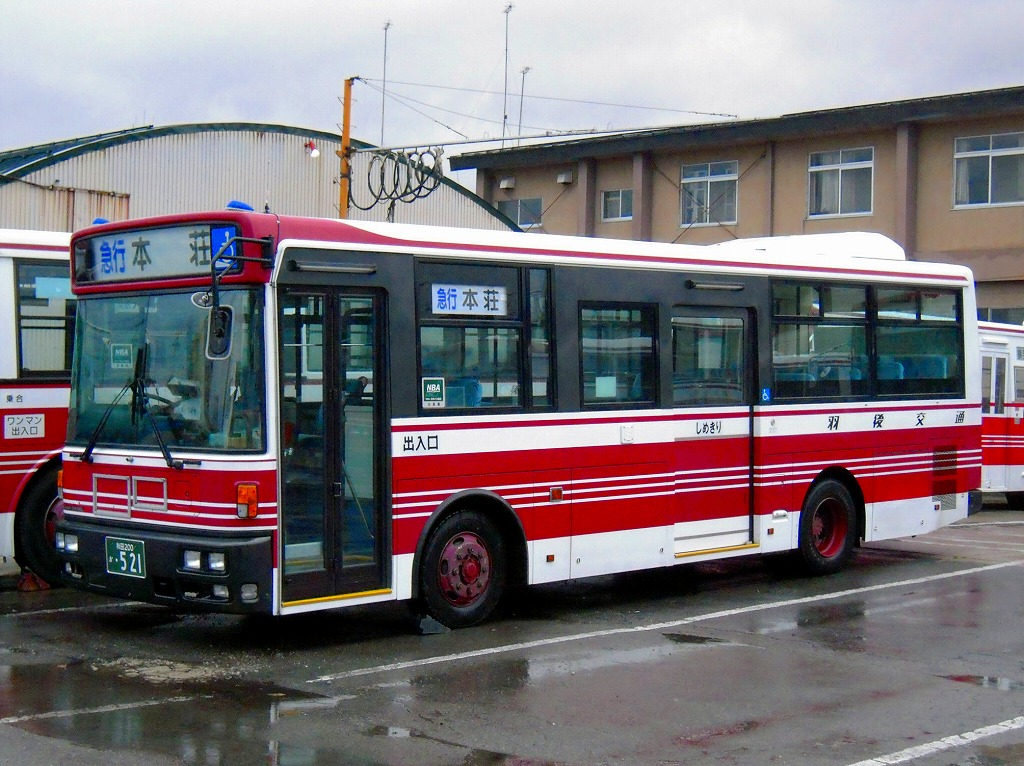
羽後交通の路線車

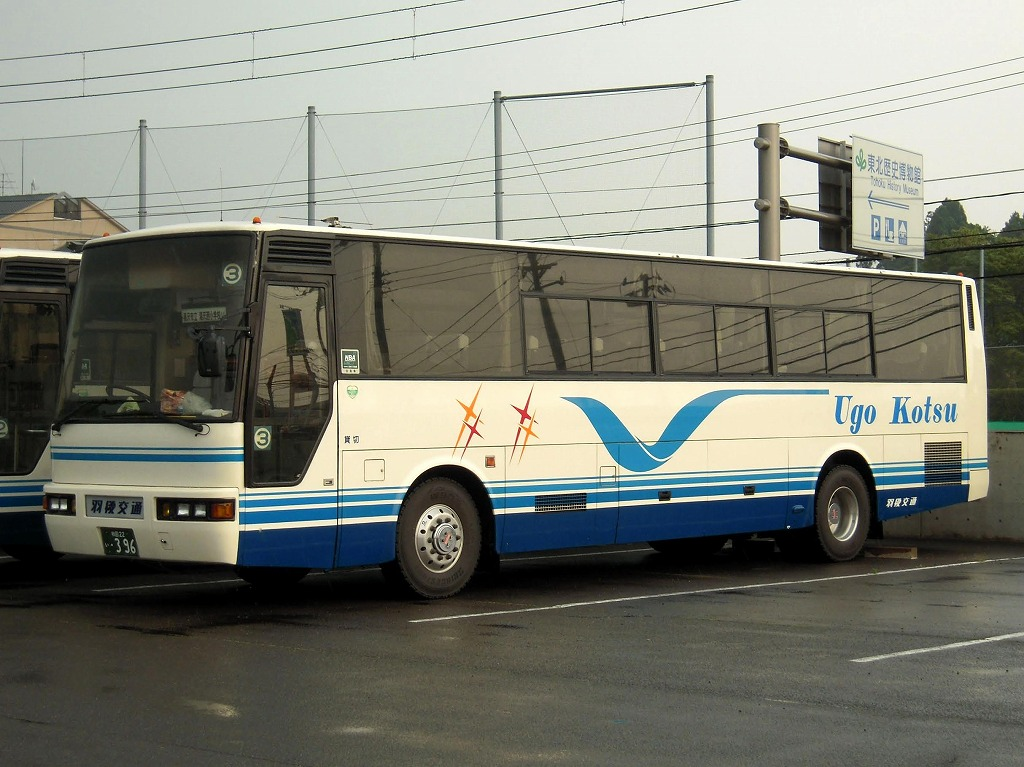
羽後交通の貸切車

羽後交通株式会社（うごこうつう）は、秋田県横手市に本社を置くバス会社。横手と本荘を鉄道で結ぶことを目的に、1916年（大正5年）に横荘鉄道株式会社として設立され、戦時統合により1944年に羽後鉄道、戦後に現在の社名となる。設立当初から鉄道事業を営んでいたが、モータリゼーションの進展により乗合バス事業へ移行し、所有していた横荘線・雄勝線の2路線は1970年代に廃止された。
一般路線バスは秋田県南部を営業地域とし、大曲・横手・本荘・湯沢など、県南地区を広くカバーしている。また東京都・神奈川県への夜行高速バス、秋田県と東北地方の各県を結ぶ都市間高速バスを運行する。そのほか、大仙市・由利本荘市・湯沢市・横手市からコミュニティバスの運行を受託している。
貸切バスは秋田県・宮城県全域を営業エリアとしてきたが、2014年（平成26年）より岩手県雫石町・西和賀町、山形県最上町・山形県真室川町にも拡大した。

## 歴史

### 創業期と鉄道事業の変遷
太平洋側の釜石から黒沢尻、横手を通り日本海側の本荘に至る「陸羽横断鉄道」構想のうち、横手 - 本荘間の鉄道敷設を具体化するため、当時の横手町長である小松重直が中心となり、秋田県南地区の有力者によって活動を続けられており、1914年（大正3年）7月に芳賀恒介外11名が発起人となり「横手鉄道株式会社」として横手 - 本荘間の軽便鉄道敷設免許願を政府に提出し、翌年1月13日付で軽便鉄道敷設免許願が認可され、計画が具体化されることとなった。
免許状によれば、敷設認可の申請書を1956年（大正5年）1月までに提出する必要があったが、測量などの都合により同年10月31日まで延期することを申し出て、その間に会社の創立総会や路線の敷設予定変更など調整を行った。設立総会については、同年10月24日に横手町の平鹿郡公会堂にて行われ、その中では本社を横手町四日町上丁37番地に置き、資本金155万円、株式数31,000株（1株50円）、株主数1,946名、社名は申請時の横手鉄道株式会社ではなく「横荘鉄道株式会社」とすることなどを決めた。
横荘線は東線として1918年（大正7年）8月に横手 - 沼館間が開業し、1919年（大正8年）7月には舘合まで延伸、1920年（大正9年）3月には羽後大森まで到達した。一方で西線として羽後本荘からも路線を建設し、1922年（大正11年）8月1日に羽後本荘 - 前郷間が開業した。また、陸羽横断鉄道構想の一翼を担う横黒線（現在の北上線）が1924年（大正13年）11月15日に全線開通し、横手 - 黒沢尻（現・北上）間が結ばれることになった。
1928年（昭和3年）、東線は二井山まで延伸、1930年（昭和5年）には老方までが開通するも、折からの昭和恐慌や災害などにより資金調達が困難となり、東線と西線を結ぶ老方 - 前郷間の工事は中止された。また、軍国主義が強まる中で、中間部の老方 - 前郷間の鉄道敷設は困難であるとし、この頃になると工事を断念する方針を打ち出していた。また、1937年（昭和13年）10月21日には羽後本荘 - 前郷間の西線が国有化されたため、横荘鉄道は主に横手 - 老方間の鉄道と、これに接続する老方 - 本荘間のバス運行といった経営内容になった。結局、横荘線は横手 - 老方間および羽後本荘 - 前郷間の開通に留まり、中間部の老方 - 前郷間が開通することはなかった。

### 自動車事業の展開
秋田県内においては、大正後期に自動車営業者が急増し、鉄道会社である横荘鉄道にとっての脅威となった。特に、横荘線の未開通区間である本荘 - 老方間では定期自動車運転を行う事業者が現れ、その他線区においても乗客を奪われる自体に陥った。そこで、自動車事業へ参入するため、1927年（昭和2年）に定款を変更した。その後、横手町内をはじめ競合路線や連絡路線を次々と買収し、1928年（昭和3年）4月には乗合自動車営業を本格的に開始し、横手町内は乗車賃無料とする施策も行った。
初めてバスが運行されたのは1928年（昭和3年）8月26日のことで、横手駅 - 本町下丁間で運行された。1930年（昭和5年）5月15日に旅客自動車運送事業を仮営業、同年9月12日に承継免許を取得し、横手 - 大沢間においてバスの運行を開始した。運行には定員14名の箱型バスが用いられた。

### 戦時統合へ
戦時体制になり、1943年（昭和18年）に陸運非常体制が引かれたことによって、湯沢 - 梺間を結んでいた雄勝鉄道株式会社は横荘鉄道に統合されることになり、貨物自動車部門は雄平貨物自動車株式会社に譲渡した上で、同年12月5日に鉄道・バス部門を横荘鉄道に合併した。また、県南4郡のバス事業者および福島自動車商会外14業者は、横荘鉄道に営業権を譲渡することで話し合いが進み、1943年4月29日に横手劇場において臨時株主総会を開催、この時、雄勝鉄道および各バス事業者の営業権・資産の譲渡を受け入れることを決議、同年12月5日に再び臨時総会を横手男子国民学校にて開催し、この年を以て県南4郡の鉄道・バス事業者15社と合併した。
戦時統合により、鉄道2路線、バス39路線66台を有し、県南の陸上交通を一手で担うことになり、社名がそぐわなくなったため1944年（昭和19年）5月31日に「羽後鉄道株式会社」へ商号変更した。

### 戦後の復興
戦後は物資統制により燃料の調達が難しくなり、1948年（昭和23年）の時点で多くのバスが運休しているとの記録が残っている。復興が進むと、1949年以降には自動車関連法令の施行が相次いだ。これにより、放任状態にあった運輸行政も本格化し、事業免許の整理やバス路線の確認が進められた。
1950年（昭和25年）の商法改正により定款変更を余儀なくされ、10株を1株とする株式併合を行い、同年2月4日に「羽後交通株式会社」へ商号を変更した。
1952年頃になると物資統制は解除されるが、降雪により12月下旬から翌年4月までバスを運行できないことが大きな障害となった。当時の自動車運送事業にとってはこれが常態であり、車両の格納とともに行われた「泥洗い」の行事は初冬の慣例になっていた。そこで、冬期の運行を可能にするため、1955年（昭和30年）より除雪事業を開始。当時の田口自動車課長（5代目社長）の発案により、整備工場でスノープラウを自作し、進駐軍の払下げダンプカーに取り付けた。そして、試験的に秋の宮線で除雪作業を実施し、バスの通年運行を実現した。以降、国・県・市も機材を導入して除雪活動を始め、今では除雪は諸官庁の事業となっている。

### 高度経済成長へ
高度経済成長に入ると、多くの若者が都市圏に流失するようになり、車掌の要員不足が顕在化することとなった。また、所得倍増ムードによる人件費の高騰も相まって、人件費削減による合理化対策としてワンマンバスの導入を行なうことになった。まずは横手市内の循環線で1964年（昭和39年）6月にワンマン運転を開始。市内循環線の充当車両は小型車であったが、翌年3月26日からは大型車で運用している増田線、飯詰線、本荘市線においてもワンマン運転を開始した。ワンマン運転は乗車整理券方式で行われ、指定条件を満たす路線から順次拡大していった。しかし、車両回転場の確保や道路狭隘区間における待避所の整備など、ワンマン化の条件を満たすために多くの時間を要した。全路線のワンマン化には16年の歳月を要し、1980年（昭和55年）5月に外山線がワンマン化されたことで、全路線のワンマン化が完了した。
1951年（昭和26年）6月2日には一般貸切旅客自動車運送事業免許を取得し、貸切バス事業を開始。当初の営業範囲は秋田県内のみであったが、次第に松島・石巻・金華山と近隣各県に拡大されていった。また、当初は鉄道がシェアを占めていた東京方面への修学旅行について、バス輸送へ転換することで需要拡大を図る方針がとられ、この頃から実施されるようになった。修学旅行のバス輸送は好調に推移し、1965年頃にピークを迎えた。また、北海道観光が脚光を浴び、津軽海峡をフェリーで貸切バスが通行できるようになると、北海道方面への修学旅行も実施されるようになり、さらに貸切バスの長距離化が促進された。修学旅行以外の貸切バス事業においても、旅客の多様な志向に対応するため、1968年（昭和43年）には旅行センターを設置するなど、需要の開拓に努めた。
乗合バス事業においては、1958年（昭和33年）に免許キロ1,000キロメートルを突破し、管内路線網の基盤を確立した。また、1961年（昭和36年）には、秋田中央交通と共同で2月10日に秋田 - 本荘間、10月6日に秋田 - 大曲間にて急行バスの運行を開始。また、県外への乗り入れ路線として、1953年（昭和28年）の湯の田線（象潟 - 湯ノ田温泉）、1954年（昭和29年）の湯本線（横手 - 湯本温泉）皮切りに、1964年（昭和39年）8月25日に田沢湖・盛岡線、同年10月21日に本荘・酒田線、1965年（昭和40年）10月21日に湯沢・鳴子線など、他社との相互乗り入れ競合路線の運行を開始した。また、1960年（昭和35年）の鳥海線を始め、玉川線や栗駒線といった観光路線も開拓し、さらに横手・象潟線、湯沢・象潟線、1967年（昭和42年）4月には横手・角館線、1968年5月に湯沢・大曲西線、同年8月に横手・秋田線の運行も開始するなど、ここで路線拡充のピークを迎えた。

### モータリゼーションの波
国の経済成長率が高くなるにつれ、秋田県下においても自家用車の普及、いわゆるモータリゼーションの進展が見られ、乗合バス事業にも陰りが見え始めた。これにより、経営の合理化が進められることとなり、最大の合理化策として鉄道事業からの撤退が行われた。当時は横荘線と雄勝線の2路線を所有していたが、前者は1971年（昭和46年）7月20日に、後者は1973年（昭和48年）4月1日に廃止され、それぞれ約半世紀にわたる歴史に幕を下ろした。また、モータリゼーションの進展のほかに、地方における人口減少も進み、乗合バスの需要衰退をきたした。バス利用者は1969年（昭和45年）度をピークに減少に転じ、1985年（昭和60年）度にはピーク時より半減となる53.8%の減少となり、その後も減少傾向で推移している。
バス事業においても経営の合理化が並行して行われ、1970年に平沢・横堀・十文字の各営業所が廃止・統合され、路線バスにおいては、県外へ乗り入れる本荘・酒田線が1972年（昭和49年）6月に、横手・鳴子線が1974年（昭和49年）6月に、横手・湯本線が1977年（昭和52年）5月に廃止された。また、1996年（平成8年）3月31日に田沢湖・盛岡線が廃止されたことにより、昭和30年から40年代にかけて運転開始した県外に乗り入れるバス路線は完全に廃止された。
貸切バス事業においても利用減少に転じたため、積極的な受け入れ観光を行うことになり、1972年に盛岡、1976年に東京、1977年に仙台、1980年には大阪に案内所を設置して、積極的に誘客に務めることとした。
1972年4月28日には、廃止された十文字営業所の跡地にボウリング場「ニューヤングボウル」を開業した。これは、営業所跡地の有効活用と、鉄道事業撤退による余剰人員の活用などを目的に開設され、屋内アーチェリーやビリヤード、ゲームコーナーも備えており、六郷・西馬音内へのチェーン展開も検討された。しかし、競合の出現やボウリングブームの終焉により1976年1月20日をもって閉店した。

### 高速バスの運行開始

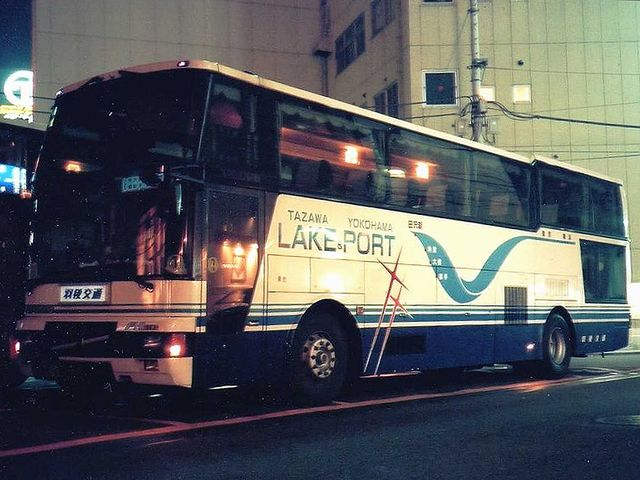
運行開始当時の車両（ボルボ・アステローペ）

1982年に東北自動車道が開通したのを機に、1989年（平成元年）7月に夜行高速バス「レイク&ポート号」(田沢湖 - 横浜間）の運行を相模鉄道と共同で開始した。路線バスにおいては利用者の減少による路線廃止などが相次ぐ中、高速バス路線の利用者数は好調に推移し、秋田自動車道が1991年に横手IC - 秋田南IC間、1997年に横手IC - 北上JCT間で開通してから、県南部と仙台・東京方面が高速道路で結ばれることになり、乗合バス事業の牽引役となった。
1992年（平成4年）2月11日には「ドリーム鳥海号」(本荘 - 東京間）の運行をJRバス東北と共同で開始するなど、秋田県内と首都圏を結ぶ路線が整備された。その後も、増加する利用者とニーズに応えるため、1993年（平成5年）4月には湯沢 - 仙台間、1998年（平成10年）12月には大曲 - 仙台間にて「グリーンライナー号」の運行が開始されるなど、路線の拡充が図られた。

### 進む地域の過疎化
羽後交通の管内である県南地区（4市4郡）の人口は、1955年（昭和30年）の約61万人をピークに減少傾向で推移しており、バス事業にも影響を及ぼしている。乗合バス事業では、1969年（昭和44年）の2,422万人をピークに減少しており、2013年（平成25年）度にはその10分の1の輸送量となっている。秋田県内の人口はそれ以降も減少傾向になると推定されており、厳しい状況下に置かれている。
2010年（平成22年）度より、1985年から続く県単独の補助制度が改定され、その中でも、補助対象の中で平成の大合併後の市町村を基準とした行政区となることが決まり、それまでに補助要件に沿う路線の改廃や、系統の集約が急がれることとなった。2007年（平成19年）9月に弁天線や高畑荒川線をはじめとする7路線、2008年（平成20年）3月には板見内線や強首線、馬場院内線など7路線を廃止し、仙道線、軽井沢線など4路線を西馬音内線に集約した。2010年3月には土川線、仁賀保線など7路線を廃止、田沢湖・秋田線は生保内線と稲沢線に分割、2011年（平成23年）3月には秋の宮線をはじめとする3路線を廃止し、新設した横堀線に統合した。また、営業所の縮小や廃止も行われた。
補助制度の改定は経過措置として数回施行が延期されていたが、輸送密度の低い路線を補助金対象外とするのが基本方針となっていたため、路線の改廃や集約が一層進められ、2014年（平成26年）3月には下吉田線、二井山線を、同年9月には中山線を廃止するに至った。制度改定前の最後の改廃路線として、2015年（平成28年）3月に中田代線が廃止され、岩谷線が新設された。
2011年3月11日には東日本大震災が発生。震源地に近い仙台案内所および開設準備中だった宮城営業所、乗務員寮では、所員や建物に被害はなかったものの、電話の不通により安否確認までに3日を要した。自社給油スタンドの備蓄状況を鑑みて、高速バス路線とスクール系統のバスは休止したものの、路線バスは全線で運行を継続した。しかし、燃料不足となった3月16日以降は、日曜祝日の削減ダイヤでの運行を余儀なくされた。3月14日には高速バスの湯沢・秋田線が再開し、湯沢・仙台線は国道48号経由での迂回運行によって運行再開した。当時、バスは貴重な移動手段として重宝されたことから、社内で独自に路線視察を行い、運行再開にこぎつけた。また、3月18日には大曲・仙台線、3月19日には田沢湖・横浜線と本荘・東京線（関越自動車道を経由し迂回）を運行再開した。3月22日からは路線バスは通常ダイヤへ戻り、3月28日から本荘・仙台線を運行再開した。これにより、管内のバス路線全てで運行を再開したが、新幹線の運休や風評被害による旅行需要の低下を招き、3月中の貸切バスは100件を超えるキャンセルとなり、4月中もキャンセルが相次いだため、2011年4月をもって東京営業所を閉鎖し、仙台営業所へと集約した。また、田沢湖エリアにおける観光客の減少は、レストハウスや遊覧船の営業に大打撃を与え、これらを運営する株式会社田沢湖観光の4月の売上は前年比90%減となった。その後も需要が回復しなかったことから、2012年4月1日に株式会社羽後交通興業に吸収合併され、株式会社田沢湖観光は解散した。

### 再開発事業への参画

#### 羽後交通ビルとよこてイースト

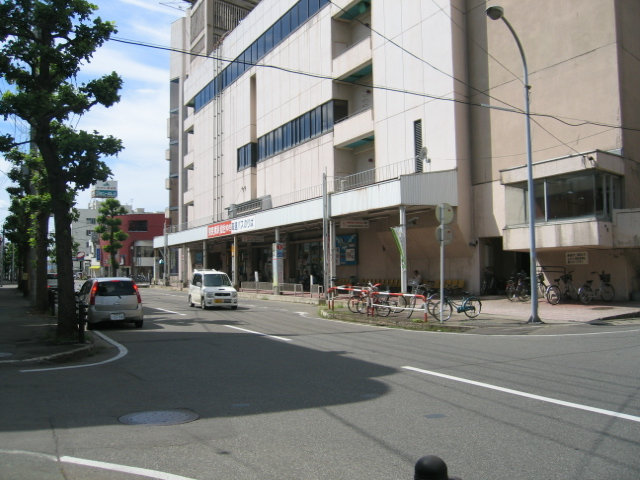
羽後交通ビル・旧バスターミナルの外観（2006年9月）

1977年（昭和52年）3月9日、JR横手駅東口の旧本社跡地に「羽後交通ビル」を建設し横手バスターミナルを開設、キーテナントとしてジャスコ横手店が入居し開業した。その後にジャスコ横手店は撤退し、後継テナントとして「マックスバリュ横手駅前店」が開店したものの、平鹿総合病院の移転などにより再開発事業が行われ、羽後交通ビルは解体された。跡地には再開発地区「よこてイースト」が開業、羽後交通ビル跡地には横手バスターミナルが移転新設された。
「よこてイースト」の一角、羽後交通ビルの跡地には、羽後交通が建設した介護付き有料老人ホーム「さらさ横手」が立地する。「さらさ横手」は羽後交通が自主運営を目指し、日本地域福祉協会（JAWA）を研修先として定め、社員研修などを積極的に実施した。しかし、異業種から高齢者福祉施設の運営に参入することは障壁も大きいことから、羽後交通は自主運営を断念。研修先であったJAWAに施設を賃貸し、不動産運用を図ることとした。同施設は地下1階、地上3階の建物で全44室の個室を設け、2010年3月に開業した。

#### ジョイフルシティ大曲と通町地区の再開発
横手駅前の土地区画整理事業に続き、当時の大曲市においても同様の駅前開発の計画が持ち上がり、羽後交通大曲自動車営業所および整備工場を花館地区に移転した上で、跡地には地元企業である大曲都市開発株式会社（後のヤマサコーポレーション）がビルを建設し、商業施設「ジョイフルシティ大曲」を開業した。羽後交通は1979年（昭和54年）4月27日に大曲都市開発と30年間の土地借用契約を結び、土地は羽後交通、建物は大曲都市開発が所有した。
ジョイフルシティは本荘・男鹿にも展開しており、CDやゲーム、書籍を販売する店舗も展開していたが、郊外型店舗の台頭や景気の悪化により、2008年9月16日に民事再生法に基づく手続きを開始。2009年4月26日には、30年間の土地借用期間満了を以て、土地所有者である羽後交通に対して建物を買収するよう通知がなされた。これに対し、同年5月11日には建物収去と土地明渡請求の提訴を行った。計9回の公判の後、同時期に持ち上がった大仙市の駅前再開発事業において、近くの仙北組合総合病院の移転計画があり、代替地としての活用も視野に入れた上で、「建物買収請求権を破棄すること」「建物を大仙市に贈与すること」「解決金を羽後交通に支払うこと」を主な内容とする判決が下され、2010年3月5日に成立した。

### 年表
- 1915年（大正4年）1月13日 - 横手 - 本荘間の鉄道敷設免許を取得[6][53][8]。
- 1916年（大正5年）10月24日 - 横荘鉄道株式会社として横手町四日町上丁37番地にて設立[53]。申請時では社名を「横手鉄道株式会社」としていたが、変更した[53][9]。
- 1918年（大正7年）
  - 8月18日 - 東線（後の横荘線）開業[10]。
  - 8月24日 - 横手駅前（横手町字下飛瀬15）に本社を移転[54]。
- 1922年（大正11年）8月1日 - 西線開業[13]。
- 1928年（昭和3年）8月26日 - 横手駅前 - 本町下丁間にてバス運行を開始[55]。
- 1930年（昭和5年）5月15日 - 横手 - 大沢間にてバス運行を開始[56]。
- 1931年（昭和6年）5月1日 - 本荘 - 老方間にてバス運行を開始[56]。
- 1932年（昭和7年）4月1日 - 横手 - 大森間にてバス運行を開始[56]。
- 1937年（昭和12年）9月1日 - 西線が国有化。鉄道省矢島線となる。
- 1938年（昭和13年）6月2日 - 浅舞 - 沼館間にてバス運行を開始[57]。
- 1943年（昭和18年）
  - 9月3日 - 十文字・湯沢・大曲・角館・本荘・矢島の各自動車営業所を設置[57]。
  - 12月5日 - 戦時統合により、雄勝鉄道など鉄道・バス事業者15社と合併[58]。
- 1944年（昭和19年）5月31日 - 羽後鉄道株式会社に商号変更[23]。
- 1950年（昭和25年）10月9日 - 平沢自動車営業所を設置[59]。
- 1951年（昭和26年）6月2日 - 一般貸切旅客自動車運送事業免許を取得。貸切バス事業を開始[60]。
- 1952年（昭和27年）2月4日 - 羽後交通株式会社に商号変更[61]。
- 1953年（昭和28年）3月12日 - 生保内（田沢湖）自動車営業所を設置[62]。
- 1954年（昭和29年）
  - 1月8日 - 象潟自動車営業所を設置[62]。
  - 9月1日 - 県外への初乗り入れ路線として、横手 - 湯本間にてバス運行を開始[62]。
- 1955年（昭和30年）3月31日 - 境自動車営業所を設置[62]。
- 1960年（昭和35年）6月15日 - 横堀自動車営業所を設置[63]。
- 1961年（昭和36年）
  - 2月10日 - 本荘 - 秋田間において急行バスを運行開始[63]。
  - 6月 - 子会社としてさくらタクシー株式会社を設立（1976年譲渡）[63]。
- 1962年（昭和37年）5月 - 子会社として角館観光タクシー株式会社を設立（1976年譲渡）[64]。
- 1964年（昭和39年）
  - 3月2日 - 関連会社として奥羽観光株式会社を設立[64]。
  - 7月5日 - 十文字 - 須川温泉間にてバス運行を開始[64]。
  - 7月24日 - 田沢湖バスターミナルが竣工[64]。
  - 8月24日 - 田沢湖 - 盛岡間において急行バスの運行を開始[64]。
  - 10月9日 - 本荘 - 酒田間において急行バスの運行を開始[64]。
- 1965年（昭和40年）
  - 9月11日 - 子会社として株式会社田沢観光を設立[64]。
  - 9月13日 - 田沢湖レストハウスが開業（田沢観光）[64]。
  - 10月21日 - 湯沢 - 鳴子間において急行バスの運行を開始[64]。
- 1966年（昭和41年）8月10日 - 栗駒高原ホテルが開業（奥羽観光）[65]。
- 1967年（昭和42年）8月3日 - 横手 - 鳴子間において急行バスの運行を開始[65]。
- 1968年（昭和43年） 
  - 9月14日 - 横手 - 秋田間において急行バスの運行を開始[65]。
  - 11月11日 - 秋田案内所を開設[65]。
- 1970年（昭和45年）
  - 4月27日 - 株式会社羽後交通観光設立[66]。
  - 8月27日 - 平沢自動車営業所を廃止[65]。
  - 9月29日 - 横堀自動車営業所を廃止[65]。
- 1971年（昭和46年）
  - 6月4日 - 子会社として羽後興業株式会社（1978年7月に羽後交通興業へ商号変更）を設立[67]。
  - 9月20日 - 十文字自動車営業所を廃止[68]。
- 1966年（昭和
  - 7月20日 - 横荘線廃止[69]。
- 1972年（昭和47年）
  - 4月28日 - 十文字営業所跡地にボウリング場「ニューヤングボウル」開業[52]。
  - 8月10日 - 盛岡案内所を開設（1996年3月31日廃止[70]）[68]。
- 1973年（昭和48年）4月1日 - 雄勝線廃止、鉄道事業より撤退[71]。
- 1974年（昭和49年）7月24日 - 栗駒高原ホテルを「栗駒山荘」に名称変更[68]。
- 1976年（昭和51年）
  - 1月20日 - ニューヤングボウルが閉店[72]。
  - 4月2日 - 東京案内所を開設（2011年4月30日廃止[73]）[68]。
  - 4月13日 - 本社を旧平鹿地域総合庁舎へ仮移転[68]。
  - 7月2日 - 本社を現在地へ移転[74]。
  - 10月23日 - 現在の社章を制定[74]。
- 1977年（昭和52年）
  - 2月10日 - 仙台案内所を開設[74]。
  - 3月9日 - 旧本社跡地に「羽後交通ビル」を建設し、横手バスターミナルのほか、核店舗としてジャスコ横手店などが入居し開業[44][45]。
- 1980年（昭和55年）6月20日 - 大阪案内所を開設（1996年3月6日廃止[70]）[74]。
- 1982年（昭和57年） - 栗駒山荘が休業[75]。1985年に東成瀬村に譲渡[75]。
- 1984年（昭和59年）
  - 1月9日 - 札幌案内所（1991年1月31日廃止）・福岡案内所（1993年2月20日廃止）を開設[75]。
  - 4月1日 - 西馬音内自動車営業所を廃止[75]。
- 1985年（昭和60年）6月10日 - 岡山案内所を開設（1994年3月31日廃止）[75]。
- 1988年（昭和63年）4月21日 - 北陸案内所を開設（1990年6月30日廃止）[76]。
- 1989年（平成元年）7月20日 - 高速バス「レイク&ポート号」(田沢湖 - 横手 - 横浜）の運行を相模鉄道と共同で開始[38][77][39]。
- 1991年（平成3年）7月25日 - 高速バス湯沢 - 秋田線の運行を開始。
- 1992年（平成4年）2月11日 - 高速バス「ドリーム鳥海号」（本荘 - 東京間）の運行をJRバス東北と共同で開始[77]。
- 1993年（平成5年）4月12日 - 高速バス「グリーンライナー号」（湯沢 - 横手 - 仙台）の運行をJRバス東北と共同で開始[77][39]。
- 1998年（平成10年）12月1日 - 高速バス「グリーンライナー号」（大曲 - 仙台間）の運行をJRバス東北と共同で開始[77][39]。
- 2001年（平成13年）
  - 4月29日 - 横手 - 須川温泉間を1日4往復する急行「栗駒ライナー」の運行を開始。
  - 8月1日 - 大曲市の委託で大曲市循環バスを運行開始[78][79]。
- 2002年（平成14年）
  - 10月21日 - 乗客数が伸びず「栗駒ライナー」を休止。
  - 11月1日 - 70歳以上の高齢者が対象の「ゴールドフリー定期券」を発売。
- 2003年（平成15年）7月18日 - 本荘市の委託で本荘市循環バスの運行を開始[80]。
- 2005年（平成17年）
  - 1月1日 - 奥羽観光を吸収合併[80]。
  - 8月2日 - 湯沢市の委託で雄湯郷（ゆうとぴあ）シャトルバス「ゆうとぴあ号」の運行を開始。
  - 9月10日 - 羽後交通では初となる定期観光バスを運行。
- 2007年（平成19年）
  - 9月31日 - 湯沢沼館線・弁天線・大曲荒川線・白岩線・中直根線・猿倉線を廃止[81]。
- 2008年（平成20年）
  - 3月31日 - 西仙北高校線・ぬく森温泉線・強首線・湯ノ沢線・板見内線を廃止[82][83]。大曲造山線・南外線・千屋線・長信田線の一部区間を廃止[82]。
  - 4月1日 - 矢島自動車営業所を廃止し、翌日より案内所とする[80]。
  - 7月1日 - 羽後交通ビルの解体・再開発に伴い、横手バスターミナルを一時閉鎖し、横手駅前のバスプールを暫定的に拡張する。
- 2009年（平成21年）10月30日 - 宮城営業所を開設[73]。
- 2010年（平成22年）
  - 1月10日 - 横手バスターミナルの新施設が完成し供用開始[84]。
  - 3月31日 - 象潟自動車営業所を廃止し、翌日より案内所とする[73]。
  - 4月 - 仙道線を廃止[85]
  - 4月1日 - 仁賀保線・大竹線・長岡線・鳥海線を廃止[86]。
  - 6月30日 - 西馬音内乗車券販売所を廃止[73]。
- 2012年（平成24年）3月31日 - 増田案内所を廃止[87]。
- 2013年（平成25年）10月1日 - 横手市の委託で「横手市循環バス」の運行を開始[88]。
- 2014年（平成26年）9月16日 - 貸切バス事業の営業エリアを、秋田県全域と宮城県全域のほか、岩手県雫石町、岩手県西和賀町、山形県最上町、山形県真室川町にも拡大[5]。
- 2016年（平成28年）10月 - 創立100周年を迎える[89][90]。
- 2018年（平成30年）2月 - 高校6校（横手・横手城南・横手清陵・本荘・由利工業・仁賀保）を対象とした7区間で通学用の「スマホ定期券」の販売を開始[91]。
- 2019年（平成31年）2月14日 - 本荘象潟線で貨客混載の本格運行を開始[92][93]。
- 2021年（令和3年）
  - 7月1日 - 角館自動車営業所及び田沢湖自動車営業所管内の路線バスにPayPay決済を導入[94][95]。
- 2022年（令和4年）
  - 4月1日 - 湯沢自動車営業所管内の路線バスにPayPay決済を導入[96]。これに伴い、高速「湯沢 - 秋田線」の当社担当便についても、PayPay対応路線となった。
  - 6月1日 - 横手自動車営業所管内の路線バスにPayPay決済を導入[97]。
  - 8月1日 - 大曲自動車営業所管内の路線バスにPayPay決済を導入[98]。
  - 9月1日 - 乗務員不足が深刻な状況となっているため、「横手・大曲線」「角間川線」「イオン・イーストモール線」の平日の一部便がこの日から当面の間運休[99]。
  - 10月1日
    - 本荘自動車営業所管内の路線（由利本荘市循環バスと、由利本荘市コミュニティバス子吉線を含む）にPayPay決済を導入[100]。羽後交通の全路線（予約制高速を除く）でPayPay決済の導入が完了。
    - スマホ定期券の発売区間が、この日より「横手・本荘線（横手市内〜坂の下/沼館の間）」「湯沢・小安線」「岩井川線」に追加[101][注釈 1]。
- 2023年（令和5年）
  - 2月13日 - 乗務員不足が昨年9月1日よりさらに深刻化しているため、「横手・大曲線」「川西線」の一部便が、この日から当面の間運休[102]。
  - 3月31日 - 角館・田沢湖線が廃止[103][104]。
  - 7月15日 - 子会社である羽後交通観光の事業を継承し、同社は事業停止[105]。
  - 7月31日 - 鎧畑線が廃止[106][107]。[106][107]
  - 9月30日 - 角間川線が廃止[108][109]。
  - 10月1日
    - 角館自動車営業所及び田沢湖自動車営業所管内にd払い及びメルペイ決済を導入[110][注釈 2]。
    - 路線バス往復運賃と、美郷六郷地区の協賛施設割引券がセットになった「美郷町バスパック乗車券」の販売を開始[111]。

  - 11月1日 - 横手自動車営業所及び湯沢自動車営業所管内および高速「湯沢 - 秋田線」の当社担当便にd払い及びメルペイ決済を導入[注釈 3][112]。
  - 11月30日 - 小砂川線が廃止[113]。
  - 12月15日 - この日付けで、「貸切バス事業者安全性評価認定制度」の 三ツ星認定を更新[114]。
- 2024年（令和6年）
  - 2月1日 - 大曲自動車営業所・境案内所・本荘自動車営業所管内および象潟案内所・秋田案内所にd払い及びメルペイ決済を導入[115][注釈 4]。羽後交通の全路線（予約制高速を除く）でd払い及びメルペイ決済の導入が完了。
  - 4月1日 - 深刻な乗務員不足が続くことから、高速「湯沢 - 秋田線」の運行をこの日より休止[116][117]。秋田中央交通と羽後交通で共同運行していた上下6便（3往復）全便が運休する。
  - 9月9日 - 田沢湖営業所管内の路線バスに、県内では初めてとなる、クレジットカード等による「タッチ決済」を導入[118][119]。
  - 9月30日 - 岩谷線が廃止[120]。
  - 10月21日 - 角館自動車営業所及び田沢湖自動車営業所管内にauPAYを導入[121]。
  - 11月11日 - 全営業所管内にauPAYを導入[122]。羽後交通の全路線（予約制高速を除く）でauPAYの導入が完了。
  - 12月10日 - 横手営業所にて、乗務員の退職および休務が相次ぎ、緊急的な乗務員不足となっているため、「上台線」と「横手・本荘線」の一部便がこの日から当面の間運休[123]。
- 2025年（令和7年）
  - 1月15日 - 国土交通省東北運輸局に、上限運賃変更認可を申請[124][125]。同年2月28日に認可[126]。
  - 3月31日 - 赤田線が廃止〈予定〉[注釈 5][127]。
  - 4月1日 - 上限運賃変更認可申請が認可され、路線バス（一般乗合）の運賃を改定。〈予定〉[128][126]

## 事業所

### 現存する事業所
2025年3月時点での営業所・案内所などの事業所は以下の通りである。特筆のない限り、所在地は秋田県。
| 区分           | 営業所名                                      | 所在地                                | 開設日         | 備考                                                    |
| -------------- | --------------------------------------------- | ------------------------------------- | -------------- | ------------------------------------------------------- |
| 営業所         | 横手自動車営業所                              | 横手市神明町14-15                     | 1928年4月27日  | 1976年6月28日に現在地へ移転                             |
| 営業所         | 湯沢自動車営業所                              | 湯沢市材木町二丁目2-10                | 1943年9月3日   | 1999年8月30日に改築                                     |
| 営業所         | 大曲自動車営業所                              | 大仙市泉町6-29                        | 1943年9月3日   | 乗車券等の販売業務は大曲バスターミナル窓口で行う        |
| 営業所         | 角館自動車営業所                              | 仙北市角館町水の目沢48-9              | 1943年9月3日   |                                                         |
| 営業所         | 田沢湖自動車営業所                            | 仙北市田沢湖生保内字水尻38-1          | 1952年3月12日  | 生保内自動車営業所として開設                            |
| 営業所         | 本荘自動車営業所                              | 由利本荘市肴町45                      | 1943年9月3日   |                                                         |
| 営業所         | 宮城営業所                                    | 宮城県大崎市古川清水字成田御蔵場106-1 | 2009年10月30日 |                                                         |
| 旅行センター   | 旅行担当本社営業所                            | 横手市前郷二番町7-31                  | 2023年7月15日  | 旧羽後交通観光 本社                                     |
| 旅行センター   | 横手旅行センター                              | 横手市駅前町2-5                       | 2023年7月15日  | 旧羽後交通観光 横手営業所                               |
| 旅行センター   | 湯沢旅行センター                              | 湯沢市材木町二丁目2-10                | 2023年7月15日  | 旧羽後交通観光 湯沢営業所                               |
| 旅行センター   | 大曲旅行センター                              | 大仙市大曲通町8-2                     | 2023年7月15日  | 旧羽後交通観光 大曲営業所                               |
| 旅行センター   | 本荘旅行センター                              | 由利本荘市肴町45                      | 2023年7月15日  | 旧羽後交通観光 本荘営業所                               |
| 窓口・案内所   | 高速バス予約センター・ 横手バスターミナル窓口 | 横手市駅前町2-5                       |                |                                                         |
| 窓口・案内所   | 大曲バスターミナル窓口                        | 大仙市大曲通町10-1                    |                |                                                         |
| 窓口・案内所   | 十文字案内所                                  | 横手市十文字町西原一番町47            |                | 旧十文字自動車営業所跡地                                |
| 窓口・案内所   | 境案内所                                      | 大仙市協和境字野田30-9                |                | 旧境自動車営業所                                        |
| 窓口・案内所   | 象潟案内所                                    | にかほ市象潟町字家の後12-1            | 2010年4月1日   | 旧象潟自動車営業所                                      |
| 窓口・案内所   | 秋田案内所                                    | 秋田市川尻大川町12-44                 | 1968年11月11日 |                                                         |
| 窓口・案内所   | 仙台案内所                                    | 宮城県仙台市宮城野区小田原三丁目1-15  | 1977年2月10日  |                                                         |
| 自動車整備工場 | 横手自動車整備工場                            | 横手市駅前町8-5                       | 1950年4月      | 1947年1月に横手自動車営業所の一隅で始めたバス整備が起源 |
| 自動車整備工場 | 横手第二自動車整備工場                        | 横手市駅前町8-5                       |                |                                                         |
| 自動車整備工場 | 湯沢分工場                                    | 湯沢市材木町二丁目2-20                |                |                                                         |
| 自動車整備工場 | 大曲自動車整備工場                            | 大仙市泉町5-57                        | 1956年10月24日 |                                                         |
| 自動車整備工場 | 田沢湖分工場                                  | 仙北市田沢湖生保内字水尻38-1          |                |                                                         |
| 自動車整備工場 | 本荘自動車整備工場                            | 由利本荘市肴町45                      | 1955年7月18日  |                                                         |

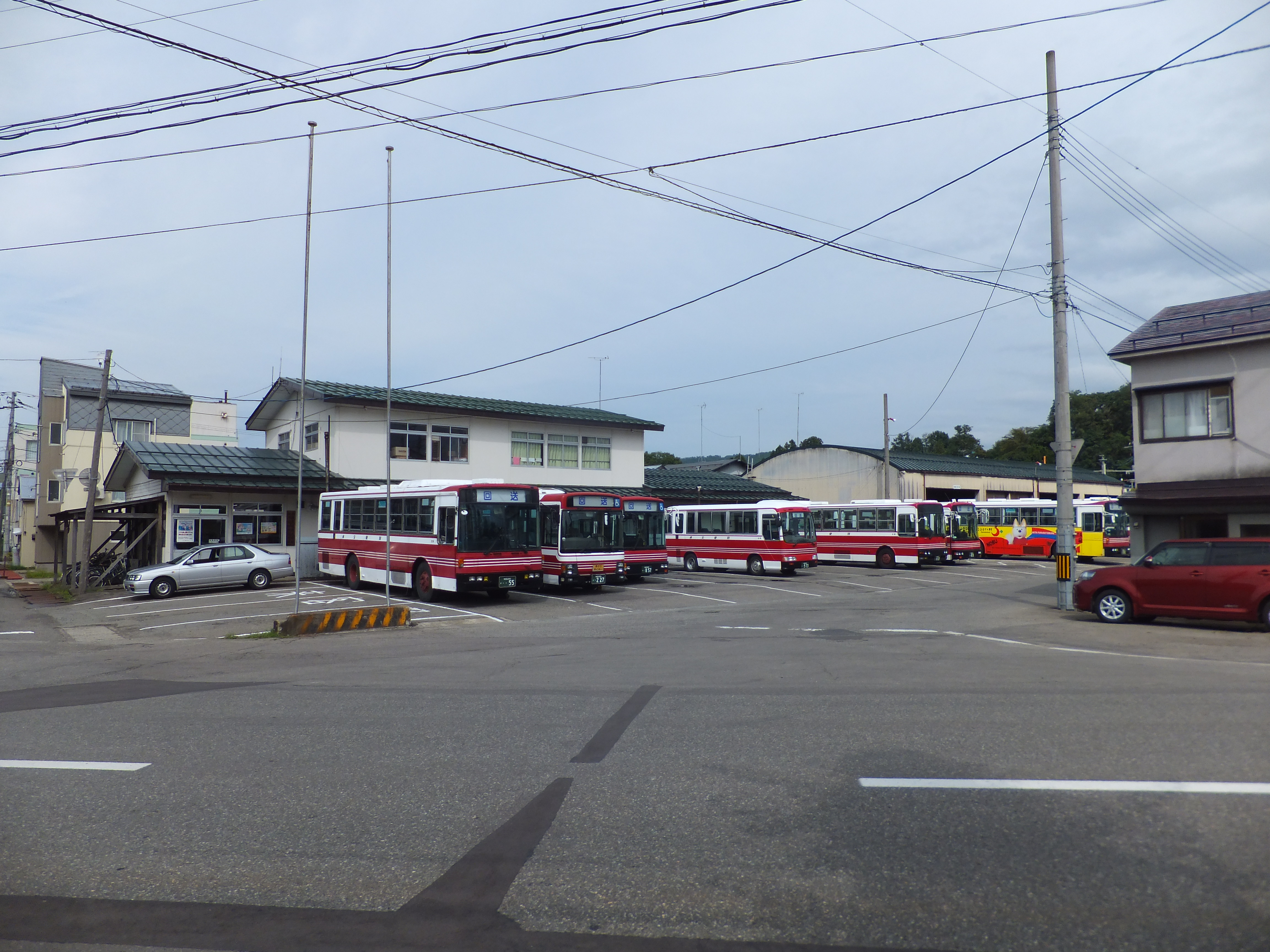
横手自動車営業所
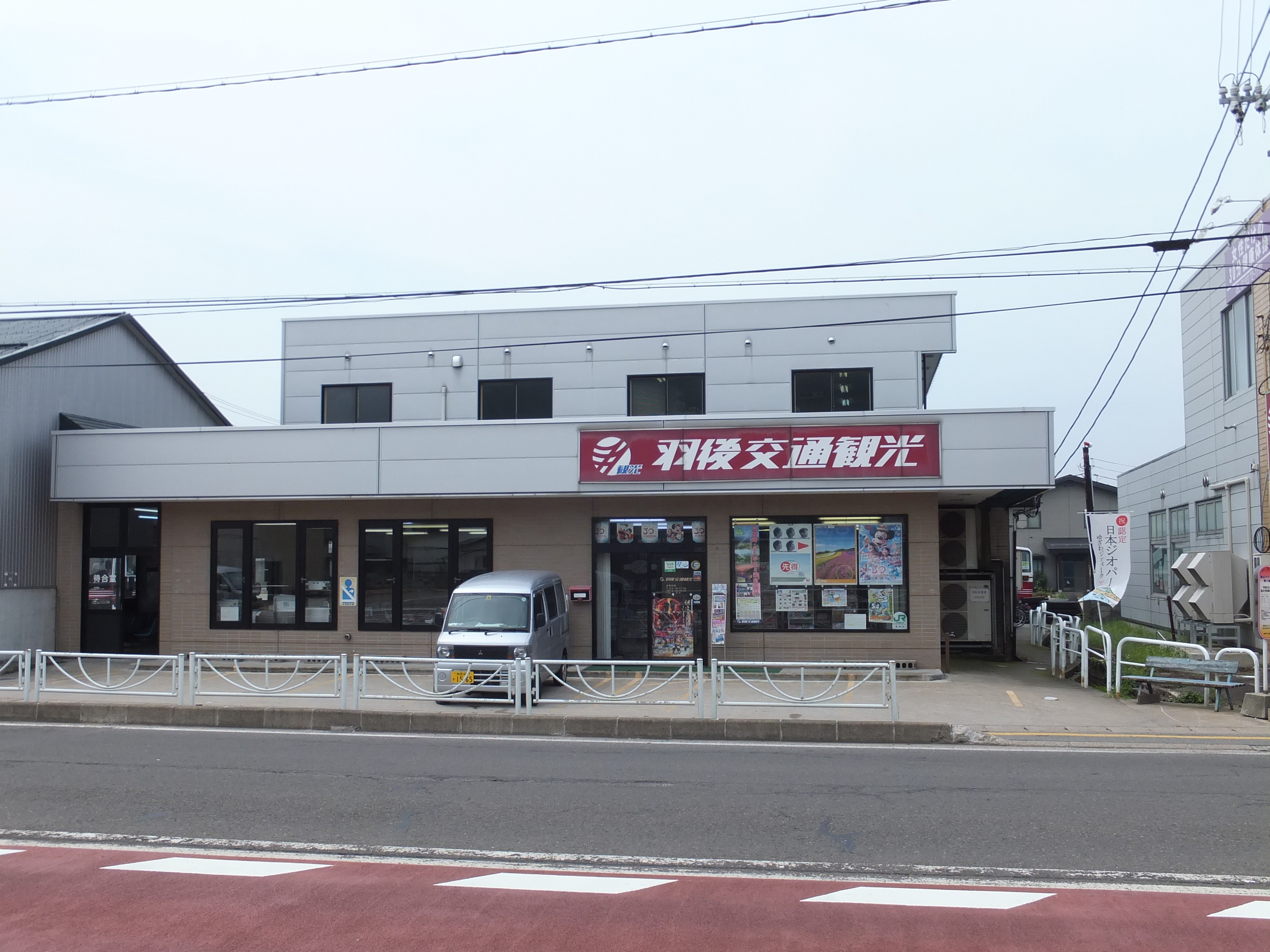
湯沢自動車営業所・湯沢旅行センター（画像は羽後交通観光時代のもの）
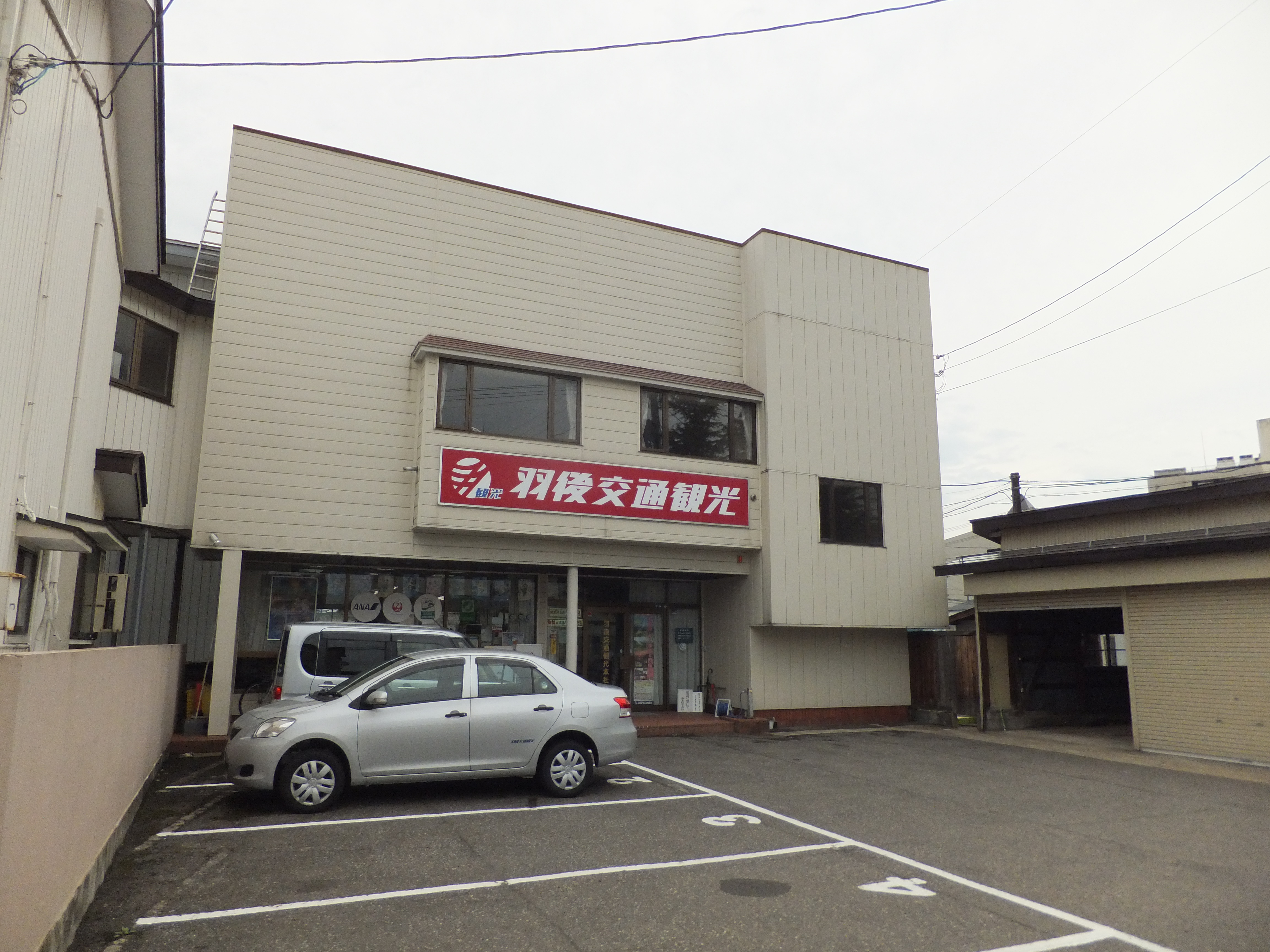
旅行担当本社営業所 （画像は羽後交通観光時代のもの）
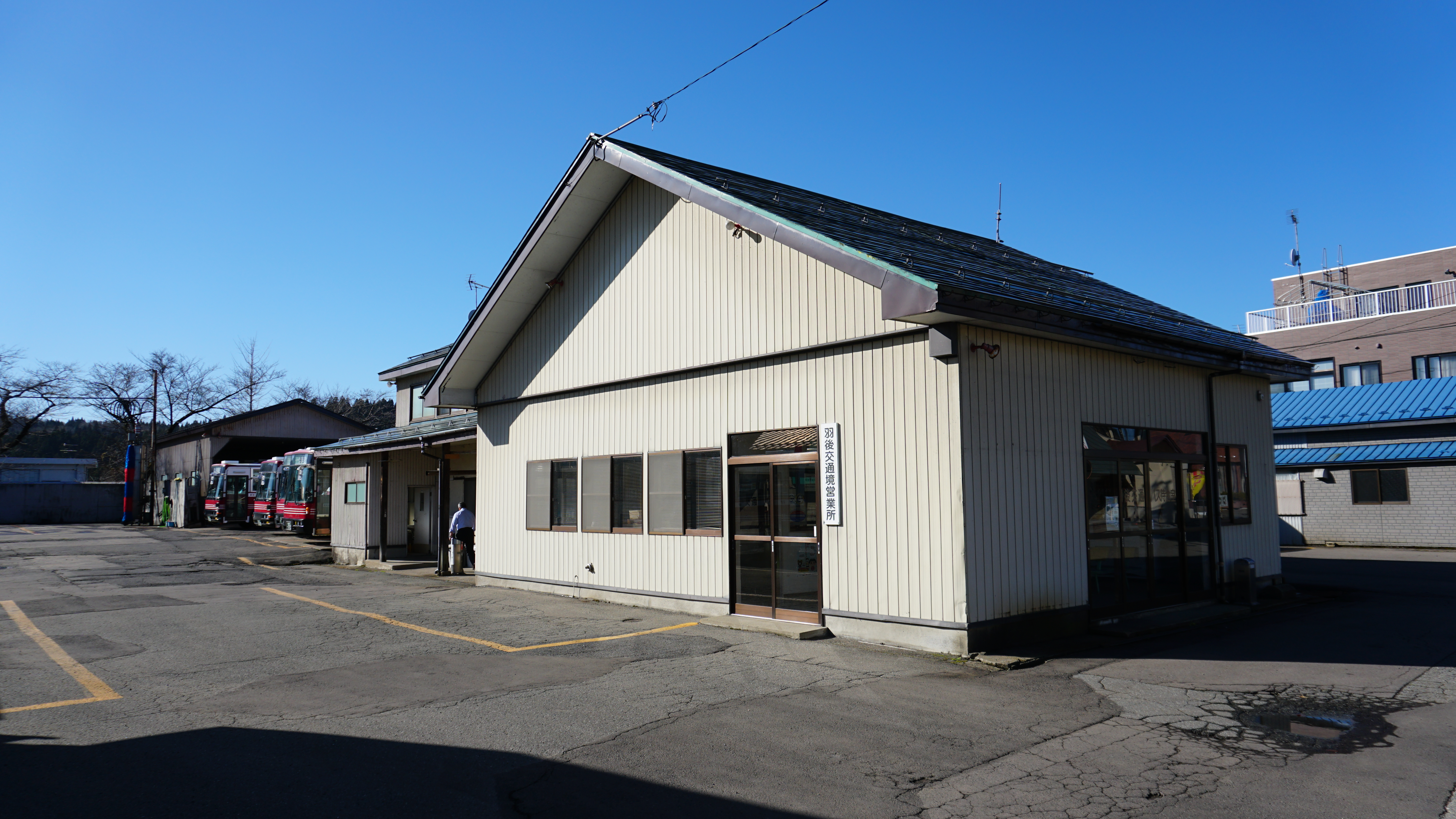
境案内所 （画像は営業所時代のもの）
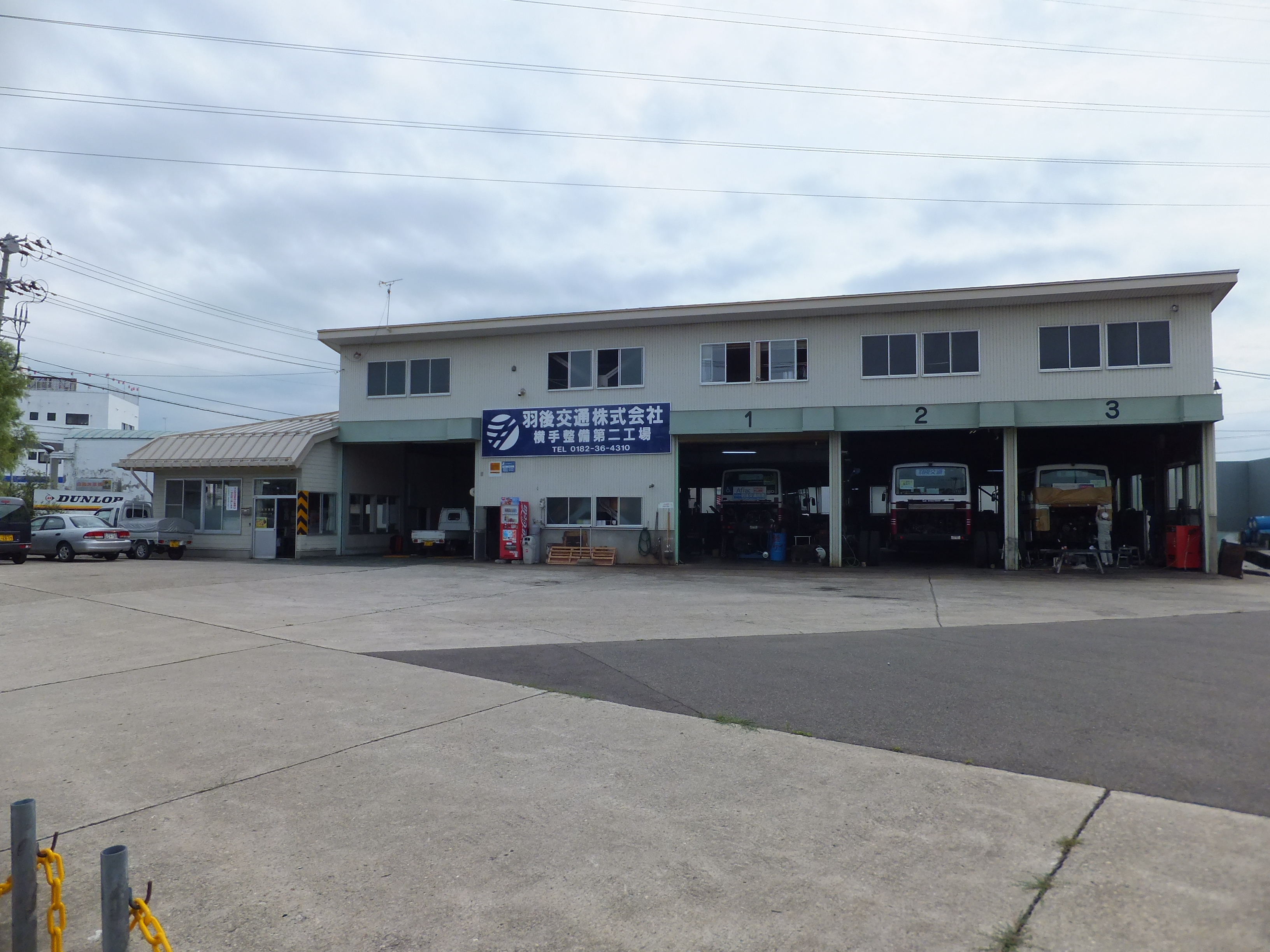
横手第二自動車整備工場

### 過去に存在した営業所
案内所への格下げや廃止などにより現存しない営業所は以下の通り。特筆のない限り、所在地は秋田県であり、廃止当時の住所を掲載する。
| 営業所名             | 所在地                          | 開設日        | 廃止日        | 備考                                    |
| -------------------- | ------------------------------- | ------------- | ------------- | --------------------------------------- |
| 平沢自動車営業所     | 由利郡仁賀保町字新町63-1        | 1950年10月9日 | 1970年8月27日 | 本荘・象潟自動車営業所へ統合            |
| 横堀自動車営業所     | 雄勝郡雄勝町小野字西堺175-1     | 1960年6月15日 | 1970年9月29日 | 湯沢自動車営業所へ統合                  |
| 十文字自動車営業所   | 平鹿郡十文字町西原一番町47      | 1943年9月3日  | 1971年9月20日 | 横手・湯沢自動車営業所へ統合            |
| 西馬音内自動車営業所 | 雄勝郡羽後町西馬音内字元城125-2 | 1951年6月2日  | 1984年4月1日  | 湯沢自動車営業所へ統合                  |
| 矢島自動車営業所     | 由利郡矢島町田中町17            | 1943年9月3日  | 2008年3月31日 | 本荘自動車営業所へ統合。 案内所となる。 |
| 象潟自動車営業所     | 由利郡象潟町字家の後12-1        | 1954年1月8日  | 2010年3月31日 | 本荘自動車営業所へ統合。 案内所となる。 |
| 境自動車営業所       | 大仙市協和境字野田30-9          | 1955年3月31日 | 不明          | 案内所となる。                          |

## 運賃・乗車券類
運賃は対キロ区間制の後払い方式。支払いには現金・回数券・定期券・QRコード決済のPayPay・ⅾ払い・メルぺイ・auPAYが全営業所で利用可能。小人運賃は大人の半額。障害者手帳（身体障害者手帳・療育手帳・精神障害者保健福祉手帳）提示による乗車運賃・定期券運賃の割引、自治体発行の福祉乗車証による割引もある。
AkiCAやSuica、Shuhoku Orange Passなどの交通系ICカードは導入されていない。
過去にキャッシュレス決済の導入検討のため日立製作所の協力を受け、2020年1月24日から同年3月31日まで、県内初となる専用アプリによるQRコード決済の実証実験を「イオン・イーストモール線」「横手・大曲線」の2路線で行った
先述の通り、2024年9月9日から、クレジットカード等による「タッチ決済」が田沢湖営業所管内（乳頭線、田沢湖一周線、急行 玉川線〈羽後交通担当ダイヤのみ〉、駒ケ岳線、急行 新玉川線）で利用可能になった。三井住友カードが提供する公共交通機関向けソリューション「stera transit」を活用し、タッチ決済対応のカード（クレジット、デビット、プリペイド）やカードが設定されたスマートフォン等を、専用のリーダーにかざすことで乗降を可能とする。対応ブランドは、VISA、JCB、アメリカン・エキスプレス、ダイナースクラブ、ディスカバー、UnionPay（銀聯）となっている。
その他、回数乗車券や各種定期券については公式サイトを参照。

## 高速バス

### 夜行高速バス

#### レイク&ポート号

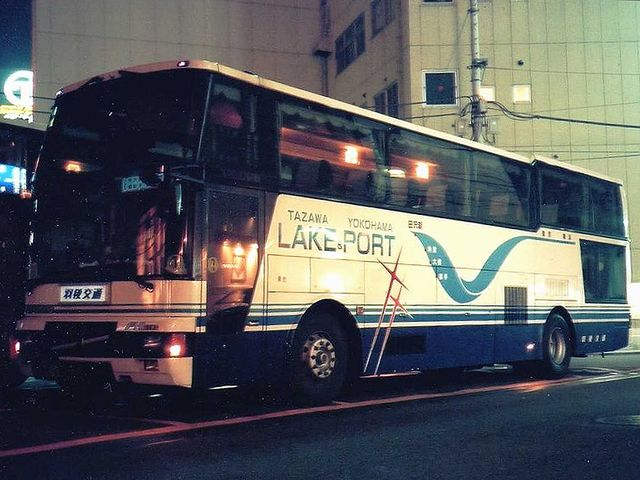
「レイク&ポート号」運行開始当時の車両 ボルボ・アステローペ 相鉄高速バスセンターにて （除籍済）
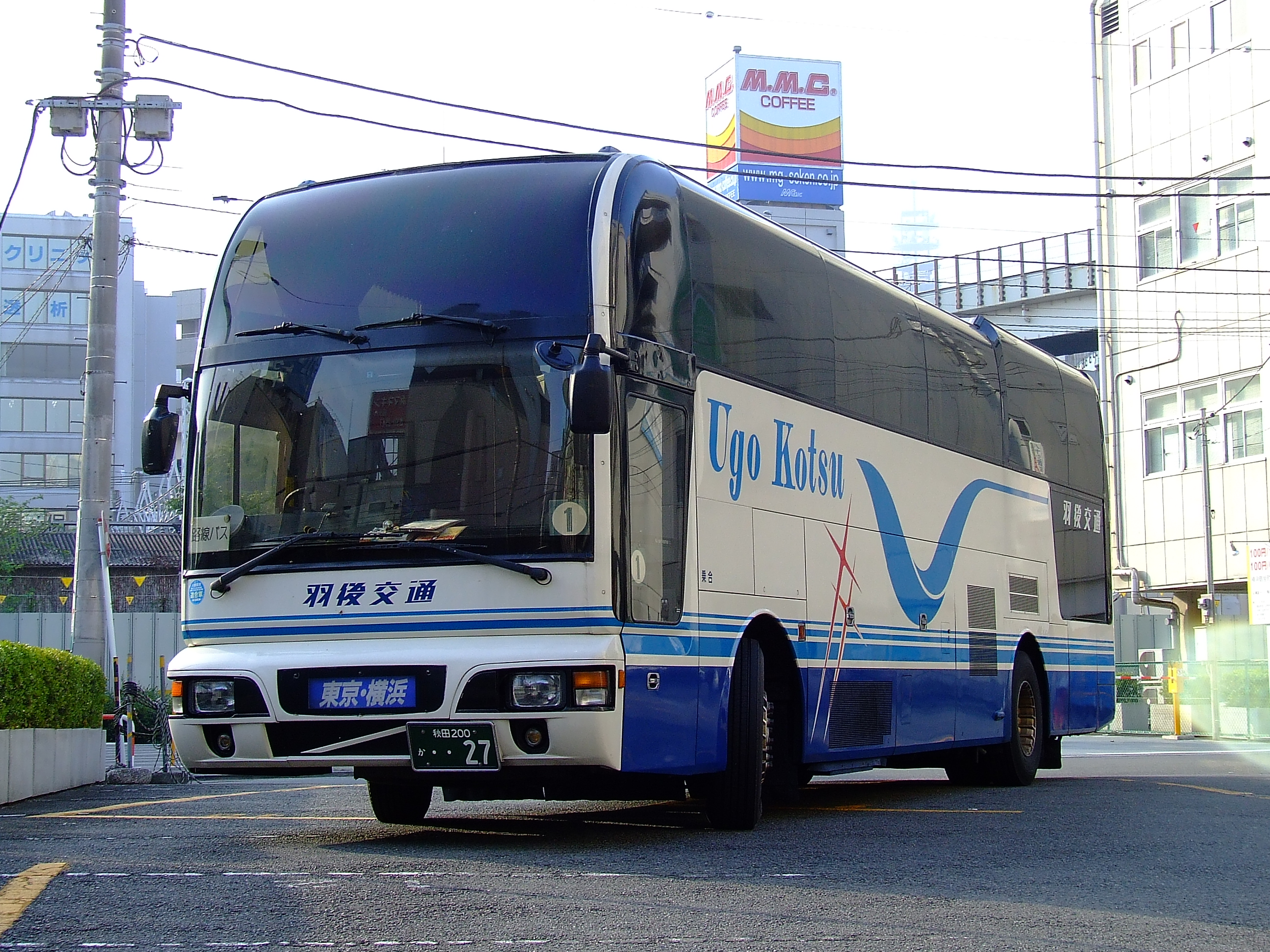
「レイク&ポート号」の車両 ボルボ・アステローペ 相鉄高速バスセンターにて（除籍済）
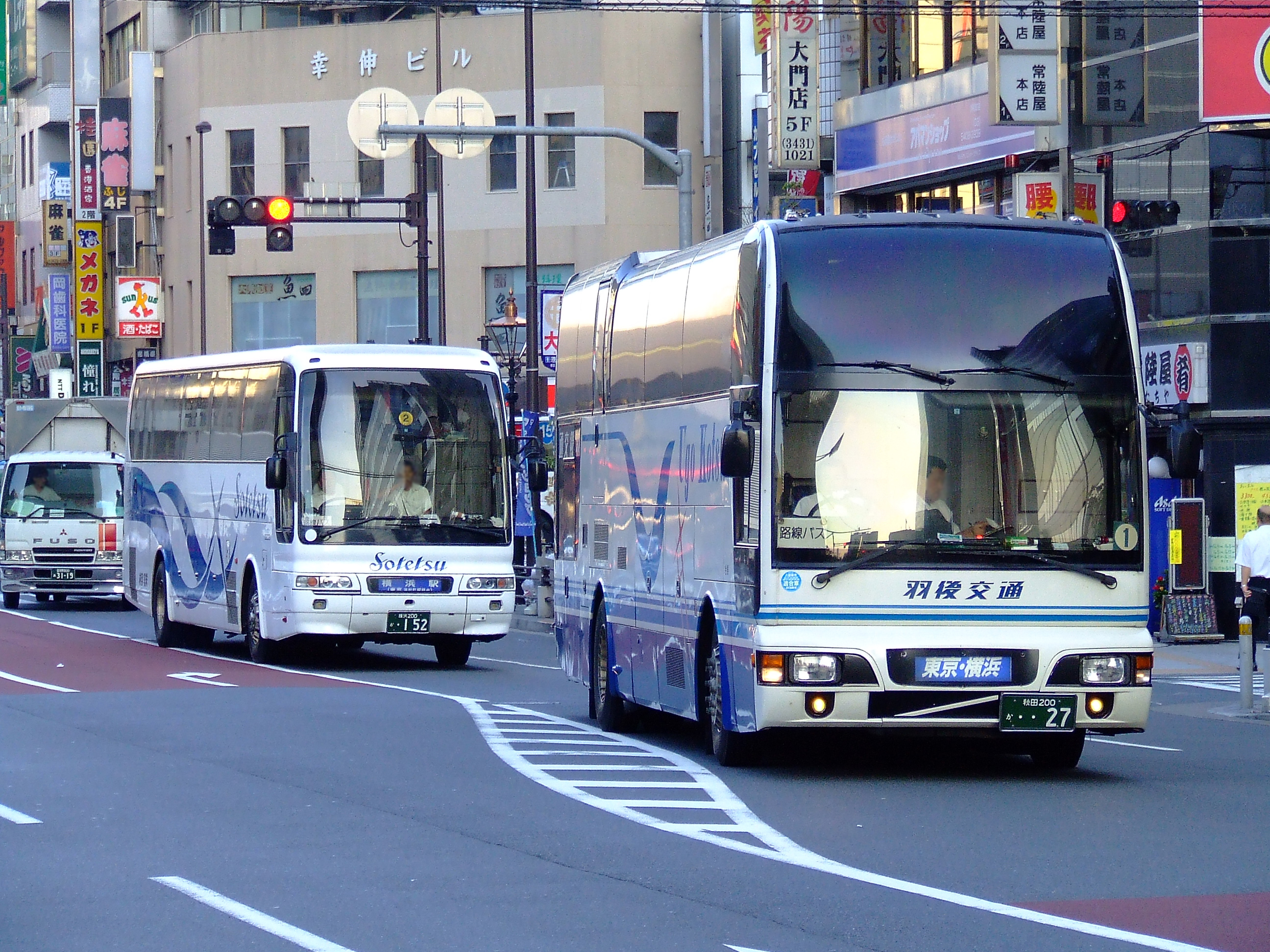
「レイク&ポート号」羽後交通便と相鉄の続行便 浜松町・大門駅付近にて

関東バスと共同運行
- 田沢湖・横手 - 東京

概要
秋田県仙北市と東京都千代田区を結ぶ夜行高速バス。路線愛称「レイク&ポート」（英称：lake&port）は、田沢湖と横浜港にちなむ。横手自動車営業所と大曲自動車営業所が交互に担当。
運行開始当初の横浜側の共同運行会社は相模鉄道（横浜営業所担当）。相鉄は2008年8月31日をもって撤退。同年9月1日より、相模鉄道に代わって江ノ電バスが参入し（江ノ電バス藤沢が担当）、同年11月1日より鎌倉駅・藤沢駅への延伸が図られたが、2019年6月30日の運行をもって江ノ電バスは運行から撤退。羽後交通の単独運行となるとともに、鎌倉駅・藤沢駅への乗り入れも中止された。
2023年11月24日より、関東バスが参入し、同日より新宿駅西口への延伸が図られた。ただし、バスタ新宿へは乗り入れず新宿駅西口14番のりばを使用する。
運行経路
田沢湖駅前 - 角館営業所 - 大曲バスターミナル - せんなん（道の駅美郷） - 横手バスターミナル - 東京駅（乗車は八重洲南口、降車は日本橋口） - 新宿駅西口
路線沿革
- 1989年（平成元年）7月20日 - 相模鉄道と共同で運行開始[77][39]。
- 2008年（平成20年）
  - 8月31日 - 横浜側の共同運行会社である相模鉄道が撤退。相鉄高速バスセンター - 横浜駅西口間を廃止。
  - 9月1日 - 相模鉄道の撤退を受け、横浜側の共同運行会社に江ノ電バス藤沢が参入。
  - 10月8日 - 「イオン大曲ショッピングセンター」停留所を新設。
- 2011年（平成23年）11月1日 - 藤沢駅南口、鎌倉駅東口に乗り入れ開始[146][147]。
- 2019年（令和元年）6月30日 - この日の出発便をもって江ノ電バスが運行撤退。羽後交通単独運行となり、横浜駅発着となる[145]。
- 2020年（令和2年）
  - 2月1日 - この日の出発便より、東京都内の乗降場所を浜松町バスターミナルから東京駅に変更[148]。
  - 4月7日 - 新型コロナウイルスの影響に伴う需要減少等により、この日の出発便より当面の間運休[149]。
- 2021年（令和3年）
  - 4月28日 - この日の出発便より、ゴールデンウィークおよび週末等限定で運行を再開[150]。
  - 5月31日 - この日の出発便より当面の間運休[151]。
  - 8月6日 - この日の田沢湖発の便より、お盆期間限定（8月16日まで。但し田沢湖発8月13日・8月16日と東京発8月6日・8月14日は運休）で運行[152]。
    - 12月24日 - この日の田沢湖発の便より、年末年始期間限定（運休日あり）で運行[153]。
- 2022年（令和4年）
  - 4月28日 - この日の田沢湖発の便より、同年5月7日までの毎日と、5月13日 - 5月28日までの金・土曜日（東京発はいずれも翌日）の期間限定で運行[154]。
  - 8月5日 - この日の田沢湖発の便より、期間限定（8月5日・6日と8月9日 - 8月14日までの毎日。東京発はいずれも翌日）で運行[155]。
  - 12月27日 - この日の田沢湖発の便より、年末年始期間限定（2023年1月7日まで。但し12月31日を除く。東京発はいずれも翌日）で運行[156]。
- 2023年（令和5年）
  - 11月24日 - 東京側の共同運行会社に関東バスが参入。この日の出発便より、金・土曜日の日にち限定で運行を再開。また、同日より新宿駅西口に乗り入れ開始[157][158]。
  - 12月28日 - この日の出発便より、期間限定（12月31日までと、2024年1月2日 - 1月7日）で毎日運行[159]。
- 2024年（令和6年）
  - 4月26日 - この日の出発便より、期間限定（4月29日までと、5月2日 - 5月5日）で毎日運行[160]。
  - 8月9日 - この日の出発便より、期間限定（8月12日までと、8月14日 - 8月17日）で毎日運行[161]。
  - 12月27日 - この日の出発便より、12月30日までの毎日運行[162][163]。また同日より、運賃が改定された[164]。
- 2025年（令和7年）1月1日 - この日の出発便より、1月4日までの毎日と、1月10日・11日に運行[162][163]。

車両
- 独立3列シート・トイレ付きのスーパーハイデッカーが使用される。羽後交通の車両は三菱ふそう・エアロクィーンI（相模鉄道からの譲受車を含む）、三菱ふそう・エアロクィーンである。運行開始時にはボルボ・アステローペを導入した。

利用状況
| 年度               | 運行日数 | 運行便数 | 年間輸送人員 | 1日平均人員 | 1便平均人員 |
| 2002（平成14）年度 | 365      | 1,389    | 34,085       | 93.4        | 24.5        |
| 2003（平成15）年度 | 366      | 1,250    | 31,008       | 84.7        | 24.8        |
| 2004（平成16）年度 | 365      | 1,140    | 28,423       | 77.9        | 24.9        |
| 2005（平成17）年度 | 365      | 1,069    | 26,616       | 72.9        | 24.9        |
| 2006（平成18）年度 | 365      | 1,073    | 27,519       | 68.7        | 25.6        |
| 2007（平成19）年度 | 366      | 996      | 25,137       | 75.4        | 25.2        |
- 「レイク&ポート号」運行開始当時の車両
ボルボ・アステローペ
相鉄高速バスセンターにて
（除籍済）
- 「レイク&ポート号」の車両
ボルボ・アステローペ
相鉄高速バスセンターにて（除籍済）
- 「レイク&ポート号」羽後交通便と相鉄の続行便
浜松町・大門駅付近にて

#### エクスプレス鳥海号

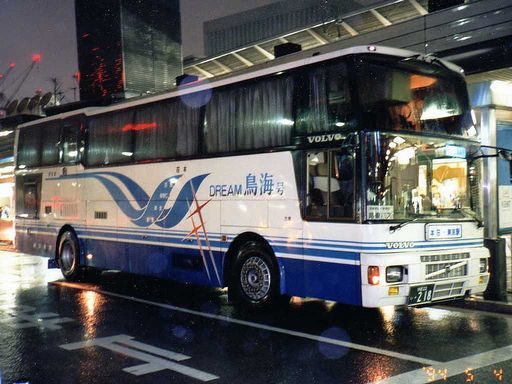
「ドリーム鳥海号」運行開始当時の車両 ボルボ・アステローペ 東京駅八重洲口にて （除籍済）
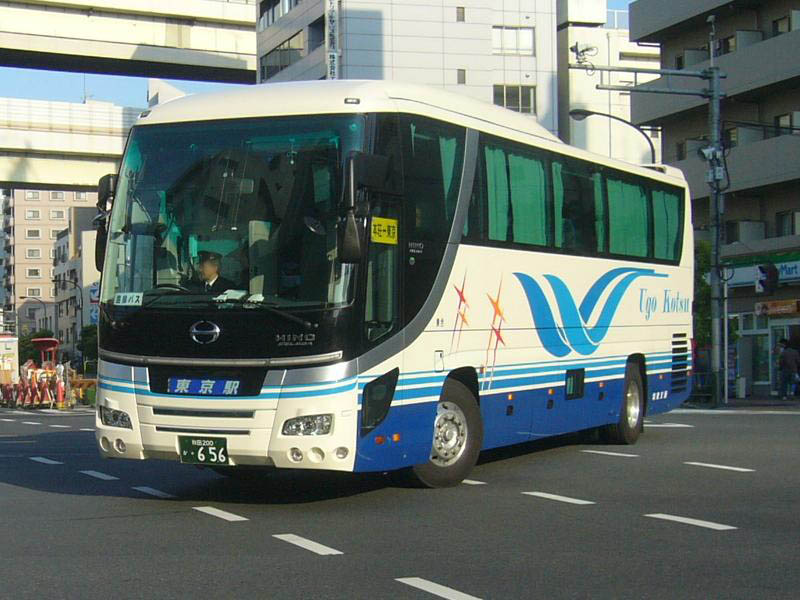
「エクスプレス鳥海号」の車両 日野・セレガ 木場五丁目交差点にて

関東バスと共同運行
- 本荘・象潟 - 東京駅・新宿駅西口

本荘自動車営業所が担当。関東バスは丸山営業所が担当。
- 1992年（平成4年）2月11日 - 「ドリーム鳥海号」として運行開始。ジェイアールバス東北と共同運行していた。
- 2018年（平成30年）10月1日 - JRバス東北が運行を休止、羽後交通の単独運行となる
- 2019年（平成31年）4月1日 - 関東バスが参入、路線愛称を「エクスプレス鳥海号」に変更。

新宿駅西口の停留所は、新宿駅西口14番乗り場を使用しバスタ新宿には乗り入れない。
車両は、運行開始時にボルボ・アスペローテを導入。その後は三菱ふそう・エアロクィーンI、日野・セレガを使用する。
- 「ドリーム鳥海号」運行開始当時の車両
ボルボ・アステローペ
東京駅八重洲口にて
（除籍済）
- 「エクスプレス鳥海号」の車両
日野・セレガ
木場五丁目交差点にて

### 昼行高速バス
- 湯沢/大曲・横手 - 仙台駅東口（グリーンライナー号、JRバス東北と共同運行）
- 本荘 - 仙台線（庄内交通と共同運行）
- 湯沢 - 秋田線（秋田中央交通と共同運行、休止中）

詳細は各路線の記事を参照。

「グリーンライナー号」の車両 三菱ふそう・エアロエース 仙台駅東口にて
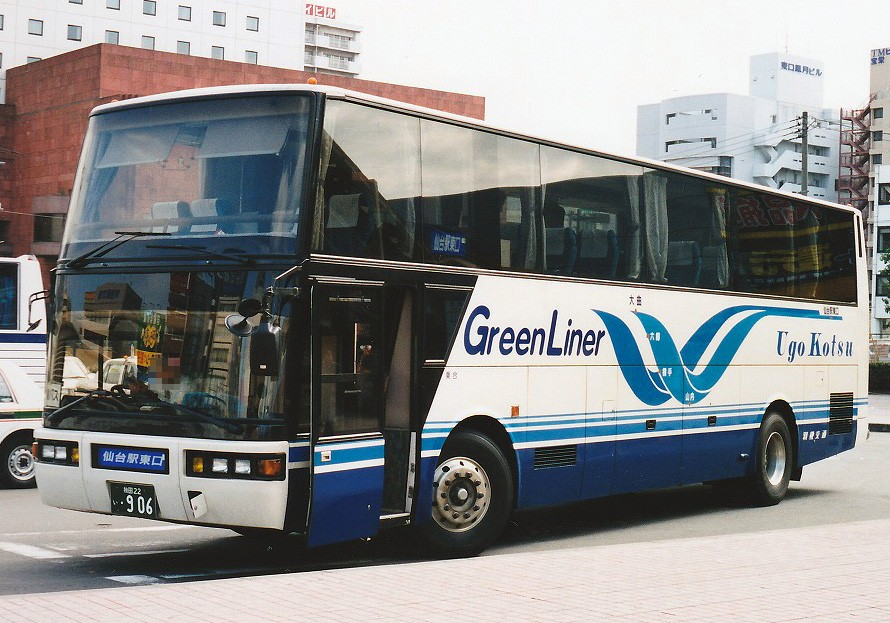
過去の「グリーンライナー号」専用車 いすゞ・スーパークルーザーUFC

## 急行・幹線バス

### 路線概要
高頻度運転を行っている区間は、横手 - 十文字 - 湯沢間（湯沢・横手線）、横手 - 金沢 - 六郷 - 大曲間（横手・大曲線）、本荘 - 西目 - 仁賀保 - 象潟間（本荘・象潟線）といった基幹路線、JA秋田厚生連が各市に設置する総合病院とバス営業所やJR拠点駅を結ぶ路線などである。具体的には由利組合総合病院（由利本荘市）・雄勝中央病院（湯沢市）・平鹿総合病院（横手市）などで、これらの病院はかつては各市のJR拠点駅から程近い中心市街地に設置されていたが、敷地の狭さや老朽化を理由に相次いで郊外に移転・新築された。しかしこれらの路線もモータリゼーションの進展と過疎化に伴い徐々に減便されている。
観光スポットを結ぶ路線が多数を占めており、地元住民のほか観光客の利用も多い。

### 急行バス
現行の一般路線の中では、唯一無二にして最上位の種別である。秋田市内発着便はすべて急行以上の種別をもつ。一時期、急行横手・秋田線や急行本荘・秋田空港線も存在したが、周知不足や利用者不足などにより廃止されている（後述）。
2024年4月1日ダイヤ改正版

#### 急行 本荘・秋田線
- 本荘営業所 - 本荘駅前角 - 松ヶ崎大町 - 道の駅岩城 - 道川駅前 - 下浜駅前 - 日吉神社前 - 新屋駅入口 - 長崎屋前 - 秋田駅前 - 県立体育館前[170]
  - 地域間幹線系統として、国・秋田県・沿線市（秋田市・由利本荘市）の補助金を受ける[171]。
  - 始発便、土・日・祝とお盆・年末年始期間に運休。
  - 一部便は秋田駅発着。
  - スマートフォンを利用したバスロケーションシステムを採用しており、GPS搭載車両ではバスの現在位置の確認や、あらかじめアプリで設定した位置（停留所でなくともよい）にバスが近づいた際のアラーム通知が可能である[172][注釈 6]。
  - かつては貸切転用車（貸切車に方向幕・運賃箱を取り付けた車両）のみで運行していたが、現在は一般路線車が充当される。
  - 2022年10月1日より、PayPayで、2024年2月1日よりⅾ払い・メルペイで、2024年11月11日よりauPAYでの乗車ができるようになった（いずれも同日より、本荘自動車営業所の全路線での導入に伴う）。

#### 急行 八幡平線
- 田沢湖駅前 - 田沢湖畔 - 石神橋 - 鎧畑 - 玉川ダム - ふるさと会館前 - 新玉川温泉 - 玉川温泉 - 後生掛温泉 - 蒸の湯温泉 - 八幡平頂上
  - 秋北バスと共同運行、季節運行（4月下旬 - 11月3日運行）
  - 令和6年度の運行は休止となっている。

#### 急行 玉川線
- 田沢湖駅前 - 田沢湖畔 - 石神橋 - 鎧畑 - 玉川ダム - ふるさと会館前 - 新玉川温泉 - 玉川温泉 - アスピーテライン入口[173]
  - 4月16日～11月30日運行、一部便は4月16日～10月20日に運行。
  - 急行 八幡平線が令和6年度の運行を休止するのに伴い、代替として一部便が秋北バスによる共同運行となる（花輪発着便を秋北バスが担当）。
  - 一部便は、新幹線との接続が考慮されていないことがある。
  - ダイヤによって「ふるさと会館前」バス停で休憩時間をとることがある。

#### 急行 新玉川線
- 田沢湖駅前 - 小中学校角 - 黒沢 - 先達 - 下田沢 - 鎧畑 - 玉川ダム - 新玉川温泉[174]
  - 4月1日～4月15日及び12月1日～2025年3月31日運行。
  - 上記以外のバス停には停車しない。
  - 一部便は、新幹線との接続が考慮されていないことがある。

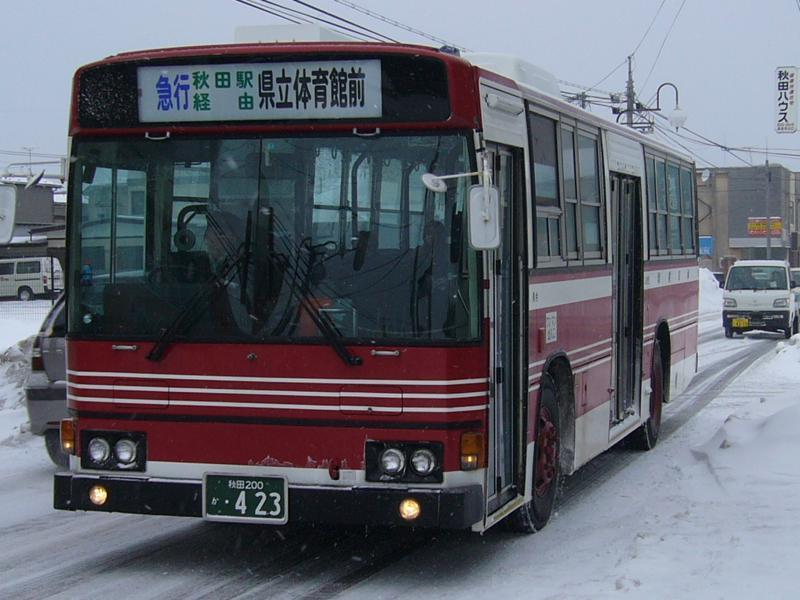
急行 本荘・秋田線 羽後本荘付近にて
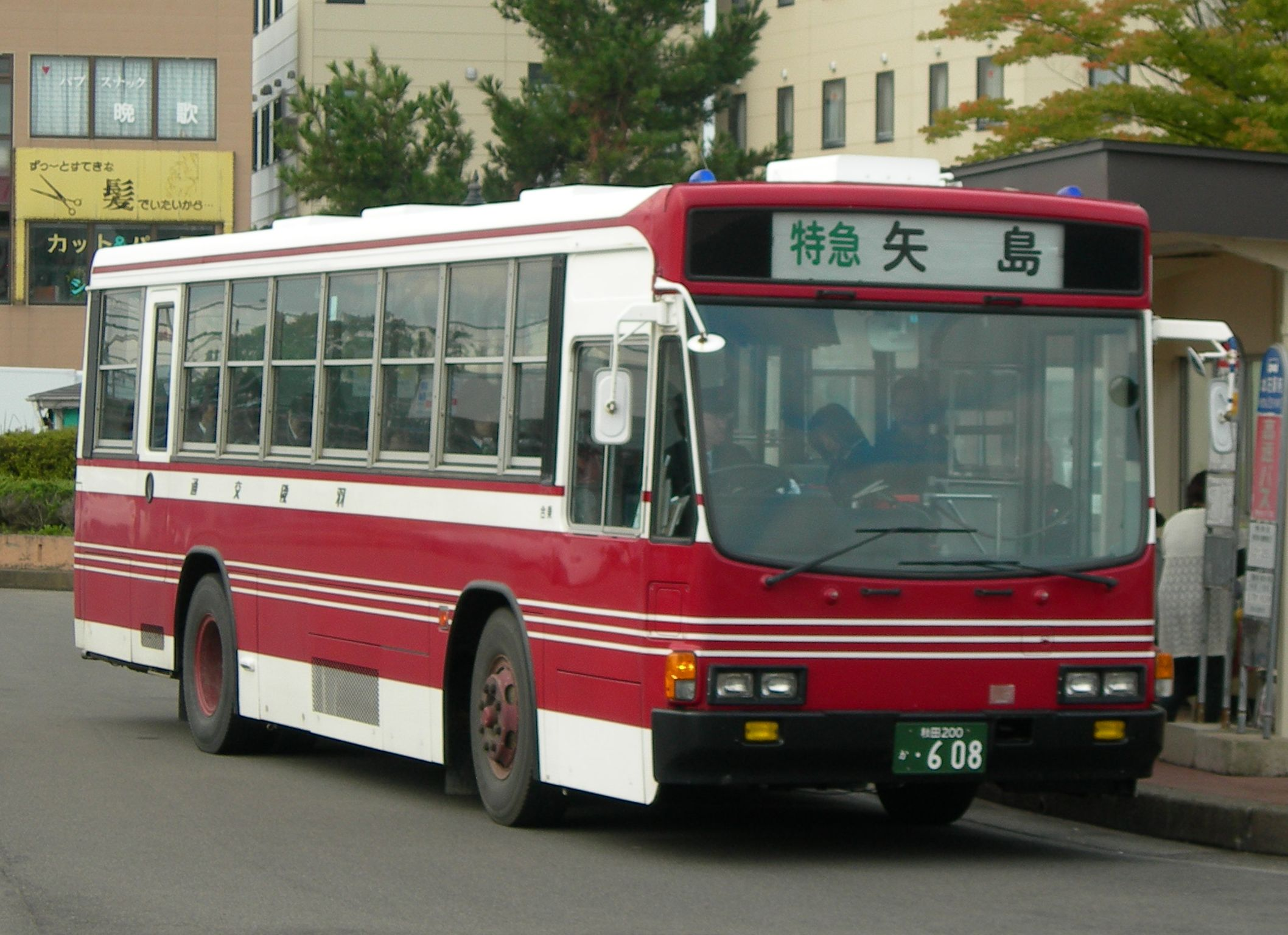
特急 由利工業高校線（廃止） 羽後本荘駅にて

### 幹線系統
地域間幹線系統として、国・秋田県・沿線市町の補助金を受ける。詳細は各路線のリンクを参照。
2024年4月1日ダイヤ改正版

#### 湯沢・横手線
- 湯沢営業所 - 十文字案内所 - 横手バスターミナル - 平鹿総合病院前[175]
  - 一部便、土・日・祝とお盆・年末年始期間に運休。

#### 横手・大曲線
- 平鹿総合病院前 - 横手駅東口・横手バスターミナル - 横手高校前 - 金沢 - 六郷米町 - 大曲バスターミナル[176]
  - 過去に上下3往復が乗務員不足により2022年9月1日から、さらに上下1往復が2023年2月13日から、ダイヤが改正される同年4月1日まで運休した[99][177]。
  - 一部便、土・日・祝とお盆・年末年始期間に運休。
  - 一部便は、横手駅東口経由。

#### 大曲・角館線
- 角館営業所 - 角館駅前 - 角館病院前 - 羽後長野駅前 - 鑓見内 - 大曲バスターミナル[178]
  - 一部便、土・日・祝とお盆・年末年始期間に運休。一方で冬季間のみ運行し、土・日・祝と角館高校休校日、年末年始期間に運休する便もあり。
  - 一部便は、角館高校前発着。

#### 本荘・象潟線
- 本荘営業所 - 組合病院前 - 本荘駅前角 - 西目高校前 - 仁賀保公園前 - 金浦駅前角 - 仁賀保高校前 - ねむの丘 - 象潟駅前[179]
  - 一部便、土・日・祝とお盆・年末年始期間に運休。
  - 一部便は、組合病院前経由。

## 一般路線バス
※注意：同じ路線でも、発着地・経由地が異なる場合があり。詳細は公式サイトを参照。
2024年10月1日改訂版

### 横手・平鹿地区
ふるさと村線、横手・イオンモール大曲線を除く全路線、お盆期間（8月10日～18日）と年末年始（12月28日～1月5日）は「日曜祝日ダイヤ」での運行。

#### ふるさと村線
- 横手駅東口 - 横手バスターミナル - イオン前/平鹿総合病院前 - 秋田ふるさと村[180]
  - 「イオン前」停留所は、イオンスーパーセンター横手南店とイオン横手店の間を通る市道上に設けられている。
  - 全便、土・日・祝と8月10日～8月18日、12月28日～1月5日のみの運行。
  - 主な運賃
    - 横手駅東口 ～ イオン前：230円
    - 横手駅東口 ～ 秋田ふるさと村：280円

#### 朝日が丘線
- 横手駅東口 - 横手バスターミナル - 安田原 - イオン前 - 秋田ふるさと村 - 朝日が丘四丁目南口 - 平鹿総合病院 - 横手バスターミナル → 横手高校 → 上台[181]
  - 全便、土・日・祝運休。

#### 上台線
- 朝日が丘四丁目南口 → 横手バスターミナル - 横手病院 - 横手高校 - 上台[182]
  - 全便、土・日・祝運休。
  - 同じ路線名で、朝倉小学校を経由する便が、上記とは別に1便設定されている（吉沢団地 → 上台 → 谷地中会館 → 横手高校前 → 碇）。こちらは土・日・祝に加え、朝倉小学校の休校日に運休となる。
  - 沿革の通り、2024年12月10日から当面の間、一部便を運休している。

#### 横手清陵学院線
- 横手駅東口 - 前郷二番町 - 平和町角 - 横手清陵学院前[183]
  - 各方面で経路が異なる。
    - 横手清陵学院前方面：平鹿振興局前 → 旭川中央 → 旭川三丁目 → 横手清陵学院前（終点）
    - 横手駅東口方面：横手清陵学院前（起点） → 横手清陵学院入口 → 本郷 → 旭川二丁目 → 平鹿振興局前

  - 全便、土・日・祝と横手清陵学院休校日運休。
  - 全便、横手バスターミナルは経由しない。

#### 横手・本荘線
- 横手バスターミナル - 平成高校前 - 浅舞小学校前 - 沼館 - 大沢 - 玉米 - 道の駅黄桜の里 - 本荘[184]
  - 一部便、土・日・祝運休。
  - 沿革の通り、2024年12月10日から当面の間、一部便を運休している。

#### 大森線
- 横手バスターミナル - 田根森郵便局前 - 大森病院前[185]
  - 全便、土・日・祝運休。

#### 横手・小安線
- 平鹿総合病院前 - 横手駅東口 - 横手バスターミナル - 十文字案内所 - 増田蔵の駅 - 川連 - 稲庭梺 - 皆瀬庁舎前[186]
  - 一部便、土・日・祝または日・祝運休。

#### 山内線
- 横手駅東口 - 横手バスターミナル - 横手清陵学院前 - 相野々駅前 - 三ツ又温泉入口[187]
  - 全便、土・日・祝運休。
  - 平野沢 - 三ッ又温泉入口はフリーバスとなり、バス停以外でも乗降が可能。

#### 横手・イオンモール大曲線
- 横手駅西口 - せんなん（道の駅美郷）[注釈 7] - イオンモール大曲[188]
  - 全便、日・祝および8月10日～8月18日、12月28日～1月5日のみ運行。
  - 上記以外のバス停には停車しない。
  - 横手駅西口 - せんなん（道の駅美郷）の利用はできない。
  - 小学生以下料金と中学生・高校生料金が設定されている。なお、支払いの際には、身分証明書類（生徒手帳、学生証、名札等）を乗務員へ提示する必要がある。
    - 主な運賃
      - 横手駅西口 ～ イオンモール大曲：660円（中学生・高校生：500円　小学生以下：300円）
      - せんなん ～ イオンモール大曲：460円（中学生・高校生：400円　小学生以下：200円）

### 湯沢・雄勝地区
全路線、お盆期間（8月10日～18日）と年末年始（12月28日～1月5日）は「日曜祝日ダイヤ」での運行。

#### 湯沢・小安線
- 雄勝中央病院 - 湯沢営業所 - 川連 - 稲庭梺 - 皆瀬庁舎前 - 小安温泉[189]。
  - 地域間幹線系統として、国・秋田県・沿線市町の補助を受けている[171]。
  - 皆瀬庁舎前 - とことん山はフリーバスとなり、バス停以外でも乗降が可能。
  - 一部便、土・日・祝または日・祝運休。一方で土曜のみ運行する便もあり。

#### 岩井川線
- 平鹿総合病院/雄勝中央病院 - 湯沢営業所 - 十文字案内所 - 四ツ谷角 - 東成瀬役場前 - 入道/椿川 - 草の台[190]
  - 一部便、土・日・祝または日・祝運休。一方で土・日・祝のみ運行する便もあり。
  - 全便、湯沢駅前は経由しない。
  - 彦六塚前 - 草の台･入道はフリーバスとなり、バス停以外でも乗降が可能。

#### 横堀線
- 雄勝中央病院 - 湯沢営業所・湯沢駅前 - 三関 - 須川 - 横堀駅前[191]
  - 全便、土・日・祝運休。

#### 山田線
- 湯沢営業所 - イオンSC - 雄勝中央病院[192]
  - 一部便、土・日・祝または日・祝運休。
  - 湯沢営業所バス停から乗車する際、雄勝中央病院方面へは湯沢営業所向かい側の停留所（ロイヤルホテル側）から、湯沢駅前方面へは旅行センター（旧羽後交通観光）前の停留所からとなる。
  - 松の木 - 中屋敷はフリーバスとなり、バス停以外でも乗降が可能。

#### 西馬音内線
- 雄勝中央病院 - 湯沢営業所・湯沢駅前 - 橋場（西馬音内） - 堀回（梺橋）[193]
  - 一部便、土・日・祝または日・祝運休。

### 大仙・仙北地区
1. イオン・イーストモール線、駒ヶ岳線、乳頭線を除く全路線、お盆期間（8月10日～18日）と年末年始（12月28日～1月5日）は「日曜祝日ダイヤ」での運行。
2. 角館武家屋敷への最寄りのバス停は「伝承館入口」になる。

#### 川西線
- 大曲バスターミナル - JA内小友支店前 - 大森病院前[194]
  - 全便、土・日・祝運休。
  - 下田橋 - 剣花はフリーバスとなり、バス停以外でも乗降が可能。
  - 過去に上下2往復が乗務員不足により2023年2月13日からダイヤが改正される同年4月1日まで運休した[195]。

#### 千屋線
- 大曲バスターミナル - 薬師 - 千畑小学校前 - 川口[196]
  - 全便、土・日・祝運休。
  - 払田 - 福祉センター前/一丈木 - 川口はフリーバスとなり、バス停以外でも乗降が可能。

#### イオン・イーストモール線
- 大曲バスターミナル - 上大町11番町 - 日の出町 - ハローワーク入口 - イーストモール - イオンモール大曲[197]
  - 各方面で経路が異なる。
    - イオンモール大曲方面：花火通り → 中通町 → 上大町11番町 → 上大町二番町 → 高校角 → 大曲農業高校前
    - 大曲バスターミナル方面：仙北振興局入口 → 田町一番町 → 広域消防所前 → 上大町 → 上大町11番町 → 浜町 → 丸の内

  - 全便が土・日・祝含め、毎日運行。
  - 過去に上下1往復が乗務員不足により2023年2月13日からダイヤが改正される同年4月1日まで、土・日・祝と8月7日～15日、12月25日～1月3日のみ運行した[198]。
  - 主な運賃
    - 大曲バスターミナル ～ イーストモール：210円
    - 大曲バスターミナル ～ イオンモール大曲：260円

#### 峰吉川線
- 境案内所 → 協和小学校前 - 峰吉川 - 刈和野駅前 → 湯の沢下[199]
  - 一部便、土・日・祝及び協和小中学校休校日運休。一方で土・日・祝と協和小中学校休校日のみ運行する便もあり。

#### 船岡線
- 協和小学校 - 境案内所 - 上宇津野 - 上庄内 - 協和スキー場[200]
  - 一部便、土・日・祝または土・日・祝および協和小中学校休校日運休。
  - 合貝発、上合貝発の便は協和小学校休校日運休。
  - 上庄内 ～ 協和スキー場は12月下旬～2月末日までのみ運行される。

#### 淀川線
- 境案内所 - リハセン前 - 中村 - 下川口 - 福部羅[201]
  - 一部便、土・日・祝に運休。
  - 上川口経由便は、土・日・祝および協和小学校または協和中学校休校日運休。

#### 稲沢線
- 境案内所 - 協和小学校 - 水沢 - 上稲沢 - 花葉館前 - 角館駅前 - 角館営業所[202]
  - 全便、土・日・祝運休。一部便は、協和小中学校休校日も運休する。

#### 角館・六郷線
- 角館営業所 - 角館駅前 - 角館病院前 - 横沢車庫前 - 六郷高校入口 - 中央公園前[203]
  - 全便、土・日・祝運休。
  - 一部便は、角館高校発着。

#### 田沢湖一周線
- 田沢湖駅前 → 田沢湖畔 → 潟尻/御座の石 → 田沢湖畔 → 田沢湖駅前[204]
  - 始発・最終便は、土・日・祝運休。
  - 全5便の内、始発便は田沢湖畔 → 御座の石 → 潟尻の順に運行。その他の便は田沢湖畔 → 潟尻 → 御座の石の順に運行。第2～4便は潟尻で20分、御座の石で10分、それぞれ散策時間が設けられている。
  - 「たつこ像」へは潟尻が、「遊覧船乗り場」へは田沢湖畔が最寄りのバス停となる。
  - 一部便は、新幹線との接続が考慮されていないことがある。

#### 乳頭線
- 田沢湖駅前 - 田沢湖畔 - 水沢温泉 - 高原温泉 - アルパこまくさ - 乳頭蟹場温泉[205]
  - 全便が土・日・祝含め、毎日運行。
  - 乳頭蟹場温泉からの第1便はアルパこまくさ始発。
  - 一部便は、新幹線との接続が考慮されていないことがある。

#### 駒ヶ岳線
- 田沢湖駅前 - 田沢湖畔 - アルパこまくさ - 駒ヶ岳八合目[206]
  - 6月1日から10月20日の土・日・祝及び、6月21日～8月15日の毎日運行。
  - 一部便は、10月の土・日・祝運休。一方で10月の土・日・祝のみ運行する便もあり（田沢湖駅前～八合目間を直通）。
  - 一部便は、新幹線との接続が考慮されていないことがある。

### 本荘・由利地区
全路線、お盆期間（8月10日～18日）と年末年始（12月28日～1月5日）は「日曜祝日ダイヤ」での運行。

#### 本荘市内線
出典（～2024年9月30日：）（2024年10月1日～：）
- 東回り: 本荘営業所 → 本荘駅前 → 組合病院 → イオン本荘 → ナイスアリーナ → 由利振興局 → 本荘駅前 → 本荘営業所
- 西回り: 本荘営業所 → 本荘駅前 → 由利振興局 → ナイスアリーナ → イオン本荘 → 組合病院 → 本荘駅前 → 本荘営業所
  - 東回り・西回り共に全便、土・日・祝運休。
  - 2024年10月1日のダイヤ改正より、東回りの一部便の時刻変更を実施。

#### 赤田線
出典（～2024年9月30日：）（2024年10月1日～：）
- 新山小学校入口 - 土谷 - 畑谷 - 赤田大仏前 - 二又
  - 全便、土・日・祝と、新山小学校及び本荘北中学校休校日に運休。
  - 柴野 - 二又はフリーバスとなり、バス停以外でも乗降が可能。
  - 2024年10月1日のダイヤ改正より、本荘営業所起終点、組合病院前経由の便が廃止となり、全便が土・日・祝と新山小学校及び本荘北中学校休校日に運休するようになった。
  - 沿革の通り、2025年3月31日をもって廃止（予定）。なお、新山小学校入口 - 畑谷は新規路線として、通学に利用されているダイヤのみを引き続き運行する（予定）。

#### 松ヶ崎線
出典（～2024年9月30日：）（2024年10月1日～：）
- 羽後亀田駅 → 松ヶ崎大町 → 組合病院前 → 本荘第一病院前 → 本荘営業所
  - 全便、土・日・祝運休。
  - 松ヶ崎大町 - 羽後亀田駅はフリーバスとなり、バス停以外でも乗降が可能。
  - 2024年10月1日のダイヤ改正より、松ヶ崎方面へ行く全便が廃止となり、本荘方面行き1便のみの運行となった。

#### 県立大学線
- 本荘営業所 - 美倉町 - 本荘駅前 - 県立大学前[213]
  - 全便、土・日・祝およびお盆・年末年始期間、大学休校日運休（ただし、大学行事等により運行する場合もあり）。

#### 東由利線/本荘・横手線
- 本荘営業所 - 本荘駅前 - 石沢 - 大琴 - 道の駅黄桜の里 - 玉米 - 横手バスターミナル[214]
  - 本荘・横手線は全便、土・日・祝運休。
  - 東由利線は一部便、土・日・祝運休。
  - 東由利線は、2016年9月末で廃止（路線自体は区間廃止）となった「黒渕線」に代わって設定された。全便が東中学校、ナイス本荘インター店前を経由する。本荘・横手線は、かつて急行として運行されていたが、2021年4月からは種別なしでの運行となっている。
  - 沿革にもあるように、2023年12月1日より、本荘・横手線の横手行き最終便を15分繰り下げて運行している[215]。

#### 本荘・伏見線
- 本荘営業所 - 組合病院前 - 本荘駅前 - 前郷駅前 - 矢島駅前 - 矢島郵便局前 - 鳥海総合支所前 - 鳥海菜らんど前[216]
  - 一部便、土・日・祝運休。
  - 下伏見 - 鳥海菜らんどはフリーバスとなり、バス停以外でも乗降が可能。
  - 一部便は2020年3月末まで運行していた「特急 由利工業高校線」を継承していたが（菅原病院 → 由利工業高校 - 本荘駅前 - 前郷駅前 - 矢島高校前 - 矢島駅前 - 鳥海総合支所前）、2022年4月1日のダイヤ改正をもって、便そのものが廃止となった。

#### 福祉エリア線
- 本荘営業所 - 本荘駅前 - 福祉エリア[217]
  - 全便、土・日・祝運休。

#### 本荘高校線
- 本荘営業所 → 本荘駅前 → 本荘高校前[218]
  - 12月1日～3月20日運行
  - 本荘高校行きの1便のみ設定されている。
  - 土・日・祝および本荘高校休校日運休。

#### 仁賀保高校線
- 象潟駅前 - 仁賀保高校前 - 金浦駅前[219]
  - 全便、土・日・祝および仁賀保高校休校日運休。

## 廃止路線

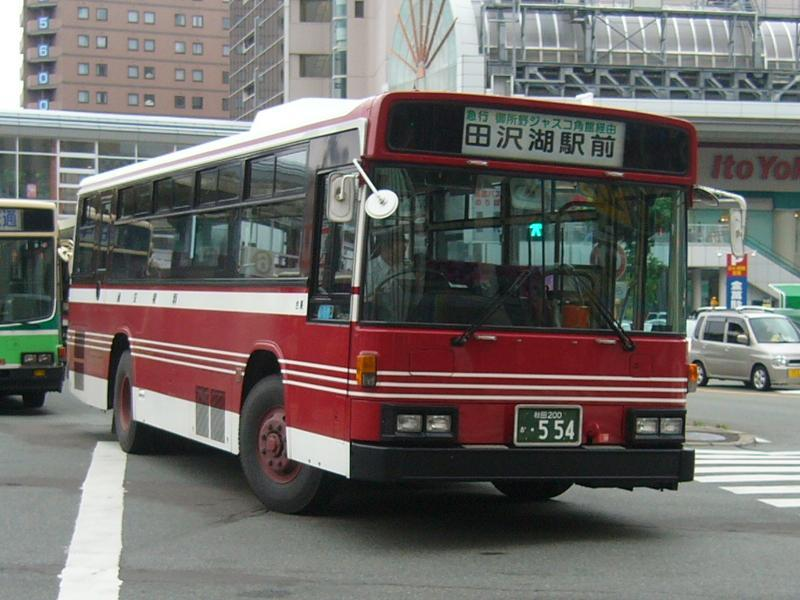
急行 田沢湖・秋田線（廃止）
秋田駅前にて

### 特急・急行・幹線バス
- 急行 田沢湖・秋田線（田沢湖駅前 - 角館営業所 - 境営業所 - 御所野ジャスコ前 - 秋田駅前 - 県立体育館前）
  - 2008年4月1日に角館営業所を境に系統分割され、急行 角館・秋田線（角館営業所 - 秋田）と生保内線（角館営業所 - 田沢湖駅前）となった。また、一部「特急」便があった。
  - 一部便は2006年3月末まで、田沢湖駅前 - 田沢湖畔の間を運行していた。4月1日～11月30日までの季節運行で、角館営業所発や秋田駅前発、県立体育館前発の便が存在した。
  - 2006年4月より、秋田駅前 - 県立体育館前を区間運休していた。
  - 秋田 - 境営業所の短縮路線（急行 境・秋田線[注釈 8]）や、田沢湖駅前 - 境営業所（一部便は、12月1日～3月31日までの季節運行）、角館営業所 - 境営業所といった系統も運行され、中には角館営業所 - 田沢湖駅前といった系統まで運行されていた。

- 急行 角館・秋田線（角館営業所 - 角館駅前 - 花葉館前 - 上稲沢 - 境営業所 - 御所野ジャスコ前 - 牛島駅入口 - 長崎屋前 - 秋田駅前 - 県立体育館前）
  - 先述の通り、急行 田沢湖・秋田線（一部便は特急）の系統分割に伴い、同年4月から運行開始。2010年4月で定期運行が廃止され、その後は季節運行だった。
  - 年度により停車箇所が変更されており、2014年の運行経路は、角館営業所 - 角館伝承館入口 - 境営業所 - 御所野イオン - 秋田駅東口[220][注釈 9]。2016年の運行経路は、角館営業所 - 角館伝承館入口 - 角館駅前 - 秋田駅東口だった。
  - 角館・秋田線は、かつては貸切転用車（貸切車に方向幕・運賃箱を取り付けた車両）のみで運行していたが、後に一般の路線車も充当されるようになった。
  - 秋田駅東口 - 角館営業所間を羽後交通が季節運行により単独運行する路線で運賃設定の都合上、回数券は利用不可としており、現金支払のみ対応していた。

- 急行 横手・秋田線（横手バスターミナル - 金沢本町 - 六郷米町 - 大曲バスターミナル - 境営業所 - 御所野ジャスコ前 - 秋田駅前 - 県立体育館前）
  - 2006年3月末で廃止。事実上は、高速路線である湯沢 - 秋田線が横手バスターミナルを経由する形で対応。一時期は、横手バスターミナルを起終点として、横手バスターミナル～湯沢営業所部分がカットされた便を運行していた時期もあった。

- 急行 大曲・秋田線

- 急行 酒田・本荘線（庄内交通との共同運行）
  - 現在は、高速バスの仙台 - 本荘線（庄内交通との共同運行）で、鶴岡から本荘営業所の間で空席がある場合に限り乗車可能という形で代替している（1日3往復）。

- 急行 大曲・境線（大曲バスターミナル → 神宮寺駅前角 → 刈和野下町 → 峰吉川 → 境営業所）

- 急行 盛岡・田沢湖線（盛岡バスセンター - 田沢湖駅前ターミナル・田沢湖畔・田沢湖高原温泉）
  - 1964年8月に岩手中央バス（現・岩手県交通）と相互乗り入れで運行開始したが[221]、後に羽後交通の単独運行となる。田沢湖線電化の影響による利用者減少のため1994年3月に廃止された。

- 急行 本荘・秋田空港線（本荘営業所 - 本荘駅前角 - 道の駅おおうち - 中俣 - 秋田空港）
  - 2004年9月末で廃止。代替路線はなし。

- 特急 由利工業高校線（由利工業高校前 → 本荘駅前 → 川辺駅前 → 矢島駅前 → 矢島郵便局前）
  - 2020年3月末で廃止。本荘・伏見線に統合された。

### 一般路線
（△は一部廃止。無印は全線廃止。）
横手・平鹿地区
- 二井山線（横手バスターミナル - 平鹿総合病院前 - 浅舞小学校前 - 新道角 - 二井山）
  - 2014年3月で廃止[41]。

- 下吉田線（横手バスターミナル - 平鹿総合病院前 - 下高口 - 大森病院前）
  - 2014年3月で廃止[41]。

- 平鹿病院線（横手駅東口 - 横手バスターミナル - 平鹿総合病院前 - 横手駅西口）
  - 2021年3月末で廃止。

- 角間川線（横手バスターミナル - 境町 - 角間川中上町 - 大曲バスターミナル）[222]
  - 2023年9月末で廃止[108][109]。なお、廃止当日は土曜日であったため、前日の金曜日が最終運行日となった。
  - 上下2往復が乗務員不足により令和4年9月1日から、ダイヤが改正される令和5年4月1日まで運休した[99]。
  - 全便、土・日・祝に運休。
  - 静町 - 北中野はフリーバスとなり、バス停以外でも乗降が可能。

湯沢・雄勝地区
- 湯沢沼館線（湯沢営業所 - 沼館）
  - 2007年9月31日で廃止[81]。

- 弁天線（湯沢営業所 - 弁天 - 八幡）
  - 2007年9月31日で廃止[81]。

- 仙道線（雄勝中央病院 - 湯沢営業所 - 羽交発売所前 - 元西 - 久保）
  - 2010年4月で廃止[85]。

- 秋の宮線（雄勝中央病院 - 湯沢営業所 - 須川 - 横堀駅前 - 秋の宮山荘前）
  - 2011年3月で廃止[41]。

- 院内線（湯沢営業所 - 須川 - 横堀駅前 - 院内）

- 大門線（湯沢営業所 - 川連 - 大門）

- 木地山線（雄勝中央病院 - 湯沢営業所 - 須川 - いこいの村 - 泥湯温泉）
  - 2011年3月末で廃止。湯沢市乗合タクシーに移行[注釈 10]。

大仙・仙北地区
- 大曲荒川線（大曲営業所 - 六郷米町 - 六郷温泉）
  - 2007年9月31日で廃止[81]。

- 船沢線（協和小学校 - 境営業所 - 下船沢）

- 白岩線（角館営業所 - 白岩 - 抱返り）
  - 2007年9月31日で廃止[81]。仙北市乗合タクシーに移行。

- 湯ノ沢線（大曲バスターミナル - 畑屋 - 湯の沢 - 千畑温泉）
  - 2008年3月31日で廃止[83]。

- 板見内線（大曲バスターミナル  - 柵の湯 - 長仙寺 - 千屋学校 - 大阪）
  - 2008年3月31日で廃止[83][82]。

- 西仙北高校線
  - 2008年3月31日で廃止[82]。

- ぬく森温泉線
  - 2008年3月31日で廃止[82]。

- 強首線
  - 2008年3月31日で廃止[82]。

- 土川線・心像（こころやり）線（大曲バスターミナル - 神宮寺駅前角 - 刈和野駅前 - 土川学校前 - 杉沢/鬼頭）
  - どちらも2010年3月末で廃止。土川線のみ大仙市乗合タクシーに移行。

- 岡崎院内線（角館営業所 - 角館駅前 - 角館病院前 - 神代小学校前 - 神成沢）
  - 2012年3月末で廃止[223]。仙北市乗合タクシーに移行。

- 桧木内線（角館営業所 - 角館駅前 - 角館病院前 - 松葉車庫前 - 上戸沢）
  - 松葉車庫前 - 上戸沢間は2010年3月末で廃止。松葉線に改称したのち、2012年3月末で全線廃止。仙北市乗合タクシーに移行。

- 杉山田線（大曲バスターミナル - 神宮寺駅前角 - 刈和野駅前 - 杉山田）
  - 2015年3月末で廃止。大仙市コミュニティバス（羽後交通受託）に移行。

- 長信田線（大曲バスターミナル - 横沢車庫前・長信田車庫前）
  - 2015年3月末で廃止。大仙市コミュニティバス（羽後交通受託）に移行。

- 南外線（大曲バスターミナル - 神宮寺駅前角 - 岩倉温泉）
  - 2015年3月末で廃止。大仙市コミュニティバス（羽後交通受託）に移行。

- 角館・田沢湖線（角館営業所 - 角館駅前 - 市立角館病院前 - 神代小学校前 - 田沢湖駅前）[224]
  - 2023年3月末で廃止。需要の減少に伴う収益悪化と、乗務員不足の影響により運行継続が困難となったため[104][103]。
  - 一部便は土・日・祝に運休した。

- 鎧畑線（田沢湖病院前 - 田沢湖駅前 - 石神橋 - 鎧畑）[225]
  - 2023年7月末で廃止。需要の減少に伴う収支の悪化と、深刻な乗務員不足の影響により運行継続が困難となったため[106][107]。
  - 全便、土・日・祝に運休。

本荘・由利地区
- 本荘中央線[226]（本荘営業所 - 本荘駅前 - 中央通り - 飛鳥大橋 - 組合病院 - イオン本荘）[227]
  - イオン本荘前を折り返しとする環状線で、各方面で経路が異なる[228]。
    - イオン本荘前方面：車検場前 → 団地前 → 促進住宅前 → 田尻 → イオン本荘（折返点）
    - 由利組合病院前方面：イオン本荘（折返点） → 本荘マリーナ入口 → 田尻野 → 浜松町 → 浜松町中央 → 浜松町公民館前 → 車検場前

  - 同じ路線名で、本荘駅前 - 由利組合病院前を結ぶ直行便（通称「飛鳥シャトル」）が、上記とは別に2011年3月末まで運行されていた[229][230]。運行上は当路線の派生系統という扱いだった。2006年度は日・祝のみ運休していたが[231]、廃止直前では土・日・祝とお盆期間の1日、年末年始期間に運休していた[232]。

- 中直根線（矢島営業所 - 山サキ - 川熊・下百宅）
  - 2007年9月31日で廃止[81]。由利本荘市コミュニティバスに移行。

- 猿倉線（矢島営業所 - 金ヶ沢 - 鳥海荘前）
  - 2007年9月31日で廃止[81]。由利本荘コミュニティバスに移行[注釈 11]。

- 仁賀保線（象潟駅前 - 金浦駅前角 - 仁賀保駅前 - 桂坂 - 釜ヶ台）
  - 2010年3月末で廃止。にかほ市コミュニティバスに移行。

- 長岡線（象潟駅前 - 長岡 - 湯の台 - 上郷小学校前）
  - 2010年3月末で廃止。にかほ市コミュニティバスに移行[注釈 12]。

- 大竹線（金浦駅前 - 仁賀保高校前 - 大竹）
  - 2010年3月末で廃止。にかほ市コミュニティバスに移行。

- 鳥海線（象潟駅前 - 農協前 - 象潟病院前 - 横岡） ※旧・JRバス東北運行路線 
  - 2010年3月末で廃止。にかほ市コミュニティバスに移行。

- △西目線（本荘営業所 - 組合病院前 - 本荘駅前 - 福祉エリア - 西目駅前 - かしわ温泉前）
  - 福祉エリア - 西目駅前 - かしわ温泉前が2011年3月末で廃止。本荘営業所 - 福祉エリアは「福祉エリア線」となり、廃止された区間は由利本荘市有償運送事業に移行[233]。

- 君ヶ野線（本荘営業所 - 組合病院前 - 松ヶ崎大町 - 岩城郵便局前 - 君ヶ野）
  - 2012年3月末で廃止。由利本荘市コミュニティバスに移行。

- 高尾線（本荘営業所 - 組合病院前 - 岩谷駅前 - 下川大内小学校前 - 中俣）
  - 2012年3月末で廃止。由利本荘市コミュニティバスに移行[注釈 13]。

- △亀田線（本荘営業所 - 組合病院前 - 松ヶ崎大町 - 亀田駅前 - 宮の下）
  - 亀田駅前 - 宮の下間が2012年3月末で廃止。本荘営業所 - 亀田駅前は「松ヶ崎線」となり、廃止された区間は由利本荘市コミュニティバスに移行。

- △本荘・笹子線（本荘営業所 - 組合病院前 - 本荘駅前 - 前郷駅前 - 矢島駅前 - 矢島案内所 - 鳥海総合支所前 - ほっといん鳥海 - 上野宅）
  - 鳥海総合支所前 - ほっといん鳥海 - 上野宅間が2012年3月末で廃止。本荘営業所 - 鳥海総合支所は「本荘・伏見線」となり、廃止された区間は由利本荘市コミュニティバスに移行。

- △中田代線（本荘営業所 - 組合病院前 - 岩谷駅前 - 中田代 - 曲沢 - 滝温泉）
  - 2016年3月末で廃止。本荘営業所 - 岩谷駅前は「岩谷線」となり、廃止された区間は由利本荘市コミュニティバスに移行。

- △黒渕線（本荘営業所 - 組合病院前 - 本荘駅前 - 石沢小学校前 - 上大琴 - 道の駅黄桜の里 - 玉米 - 黒渕）
  - 八日町 - 黒渕間が2016年9月末で廃止。本荘営業所 - 道の駅黄桜の里は「東由利線」となり、廃止された区間は由利本荘市コミュニティバスに移行。

- 小砂川線（象潟駅前 - はまなす団地入口 - 上浜小学校前 - 中磯 - 三崎公園前）[234]
  - 2023年11月末で廃止。需要の減少に伴う収支の悪化と、深刻な乗務員不足の影響により運行継続が困難となったため[113]。にかほ市コミュニティバスに移行[235]。
  - 全便、土・日・祝運休。一部便は、土・日・祝および4/1～4/5、4/25、5/23、6/20、6/21、7/23～8/24、9/20、10/3、 12/26～1/13、3/13、3/22～3/31に運休する。
  - 小田 - アマクラはフリーバスとなり、バス停以外でも乗降が可能。

- 岩谷線（本荘営業所 - 本荘駅前 - 本荘第一病院前 - 組合病院前 - 岩谷駅前 - 道の駅おおうち[236]）
  - 一部便、土・日・祝運休。
  - 2024年9月末で廃止。需要の減少に伴う収支の悪化と、深刻な乗務員不足の影響により運行継続が困難となったため[120]。由利本荘市コミュニティバスに移行。

## コミュニティバス
羽後交通では、各自治体より下記のコミュニティバスの運行を受託している。
- 大仙市 - 大仙市循環バス

- 横手市 - 横手市循環バス

- 由利本荘市 - 由利本荘市コミュニティバス
  - 羽後本荘駅 - 古雪町 - 羽後本荘駅 - 安楽温泉前 - 羽後本荘駅（赤い番号・路線）[237]
  - 羽後本荘駅 - 安楽温泉前 - 羽後本荘駅 - 古雪町 - 羽後本荘駅（青い番号・路線）[238]
  - 羽後本荘駅を起終点とする循環路線、双方向運行。1周15.5km、乗車時間約55分。
  - 一部便、日・祝に運休。また、八幡神社祭典当日は終日運休する。
  - 専用回数券があり、循環バス車内で乗務員が販売する。価格は11枚綴で大人用2,000円、小人用1,000円。羽後交通の回数券は利用できない。
  - 「ごてんまり号」は路線ではなく専用車両の愛称。「赤い番号・路線」は赤い「ごてんまり号」、「青い番号・路線」は青いバスで運行される。
  - 運行開始時に、羽後交通では2台目となるノンステップバスの三菱ふそう・エアロミディME（2003年式）を専用カラーで導入。この車両に「ごてんまり号」の愛称が付された。「ごてんまり号」のMEは、羽後交通の一般路線と同様に前乗り前降り、中扉を閉め切りで使用していた[239]。
  - 当初は「ごてんまり号」のME1台で運行していたが、逆回りルートが設定され、専用カラーの「青いバス」として日野・リエッセを採用した。
  - 車両代替により、2代目「ごてんまり号」に日野・ポンチョ（2ドアロングボディ）が採用され、MEは羽後交通カラーに塗装変更し予備車となった。

- 湯沢市 - 雄湯郷ランド循環線（ゆうとぴあ号）[240]
  - 右回り（湯沢営業所 → 湯沢駅 → 愛宕町 → イオンSC → 雄勝中央病院 → 卜ロ橋 → 湯沢駅 → 湯沢営業所）
  - 左回り（湯沢営業所 → 湯沢駅 → 卜ロ橋 → 雄勝中央病院 → イオンSC → 愛宕町 → 湯沢駅 → 湯沢営業所）
    - 運賃は1乗車200円均一(子供は半額、未就学児童は無料)。
    - 専用カラーの車両を使用。由利本荘市に続き、三菱ふそう・エアロミディME（2005年式）が導入された。
    - 松の木 - 中屋敷はフリーバスとなり、バス停以外でも乗降が可能。

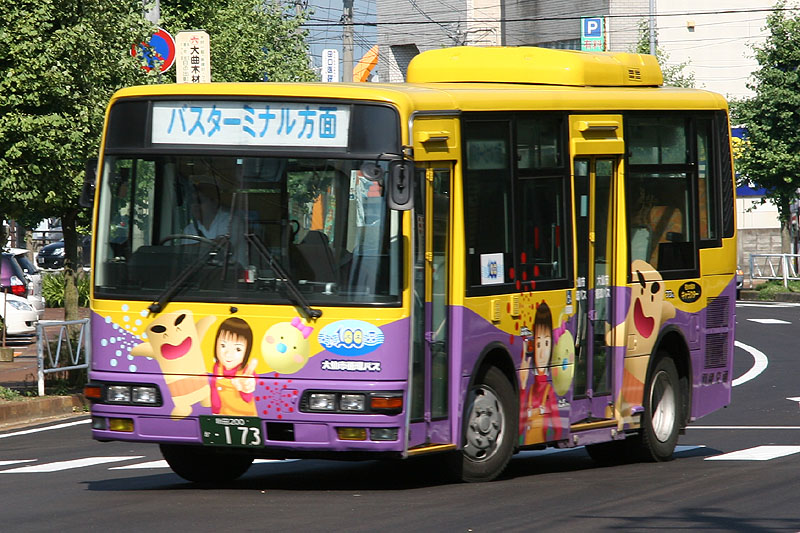
大仙市循環バス 三菱ふそう・エアロミディMJ 大曲ジョイフルシティ前にて
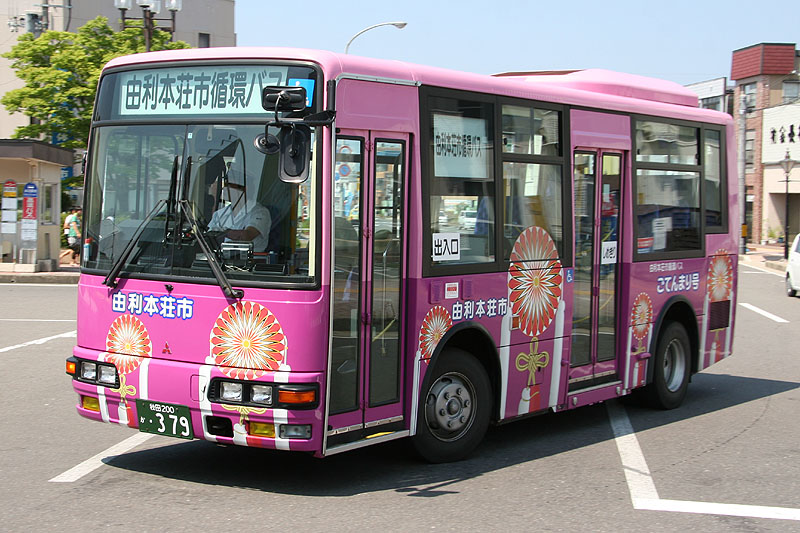
由利本荘市コミュニティバス「ごてんまり号」 三菱ふそう・エアロミディME 羽後本荘駅前にて
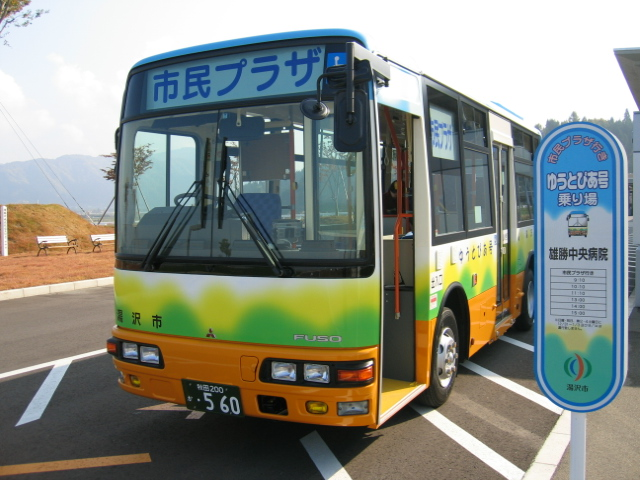
湯沢市 雄湯郷ランド循環線「ゆうとぴあ号」 三菱ふそう・エアロミディME 雄勝中央病院にて

## 定期観光バス
- 定期観光バス（角館・田沢湖周辺）

## 車両

### 路線車
一般路線車は、運行エリアが豪雪地帯にあたることから、かつてはバリアフリー車両はワンステップバスは一定数導入されていたものの、ノンステップバスは自治体から受託するコミュニティバスを除き導入されていなかった。近年は首都圏などからの中古車移籍や自社発注により、ノンステップバスも導入されつつある。
一般路線車の塗装は小田急バスや立川バスに似たデザインだが、小田急バス・立川バスおよび小田急グループとの資本関係は一切ない。
中古車に関しては、かつては小田急バスからの移籍車が在籍していたが、現在は全車除籍済みで、都営バス・川崎鶴見臨港バス・大阪市営バス・京阪宇治交通・千葉交通などからの移籍車が在籍する。

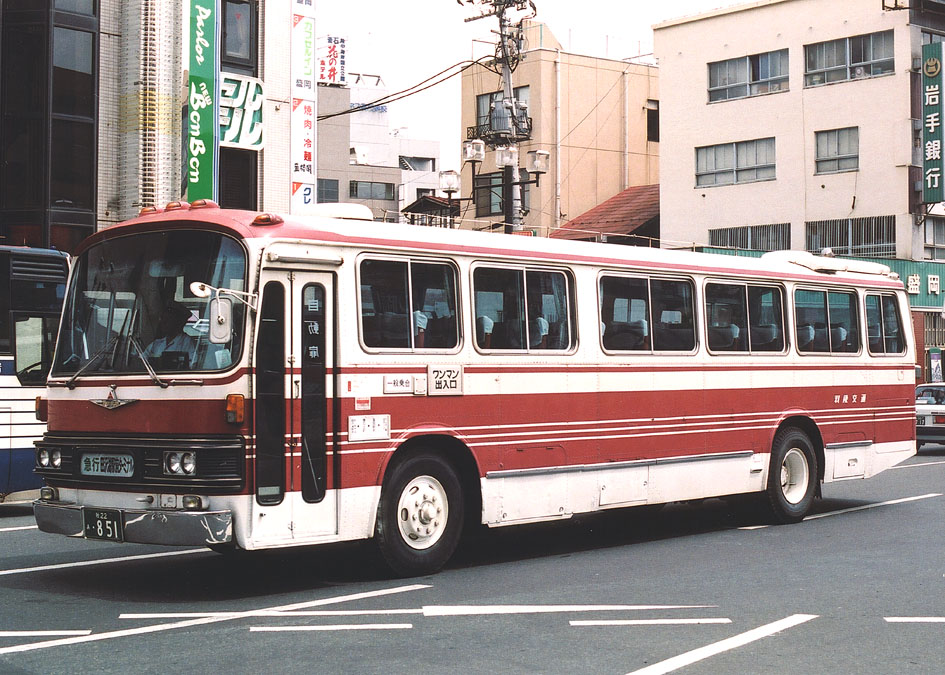
三菱ふそう・MS512N 呉羽車体
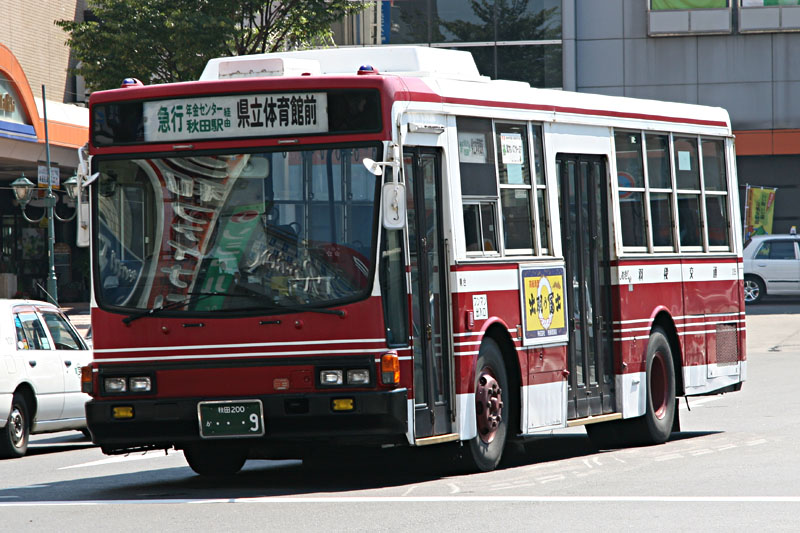
いすゞ・P-LV314K 純正車体
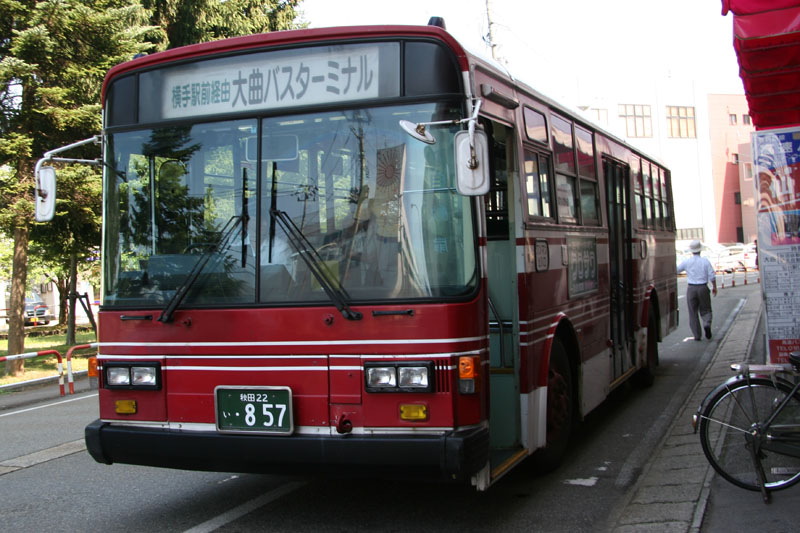
いすゞ・P-LV314K 富士重工5E架装
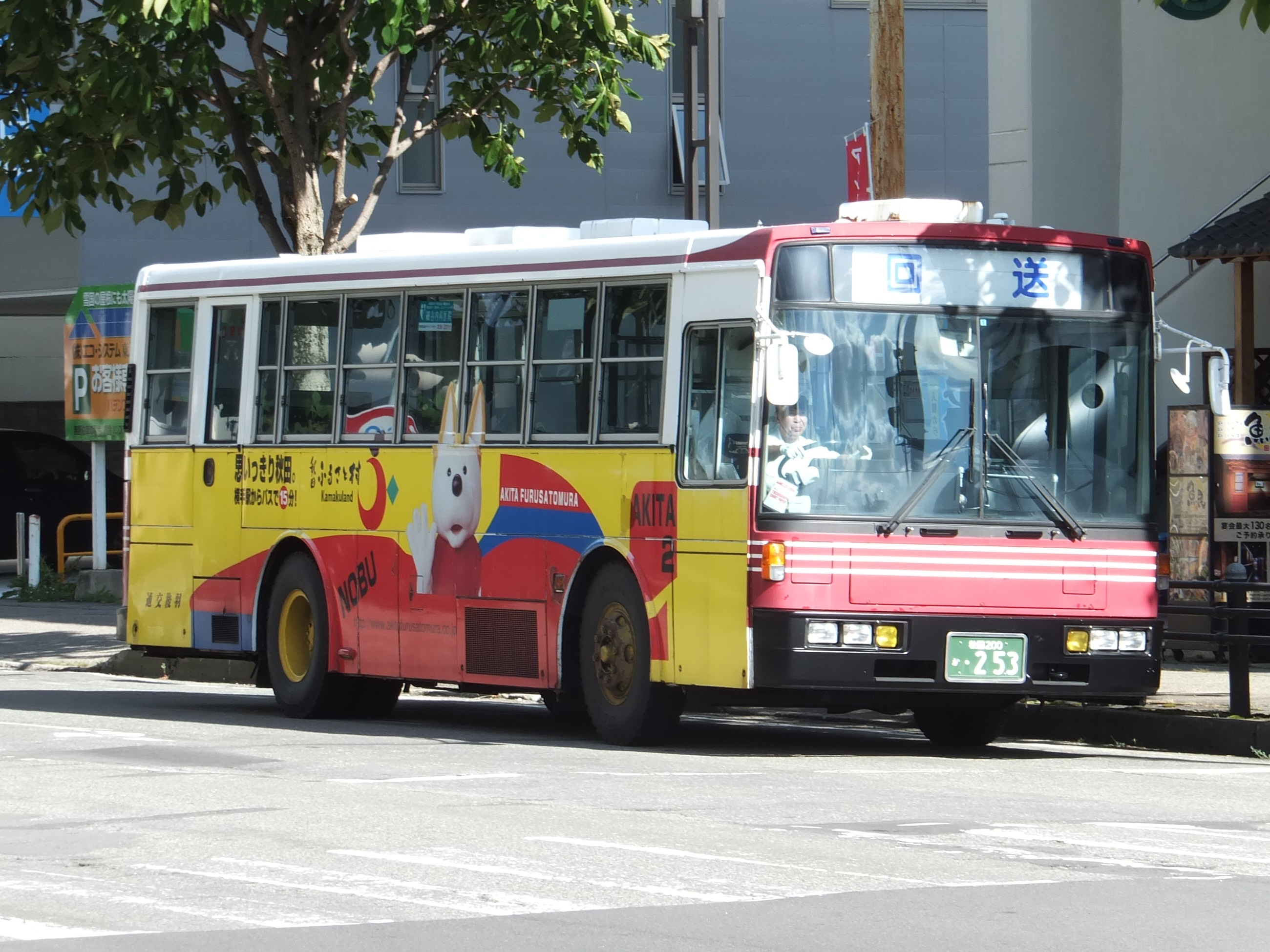
いすゞ・LT 富士重工7E架装 秋田ふるさと村シャトルバス専用車
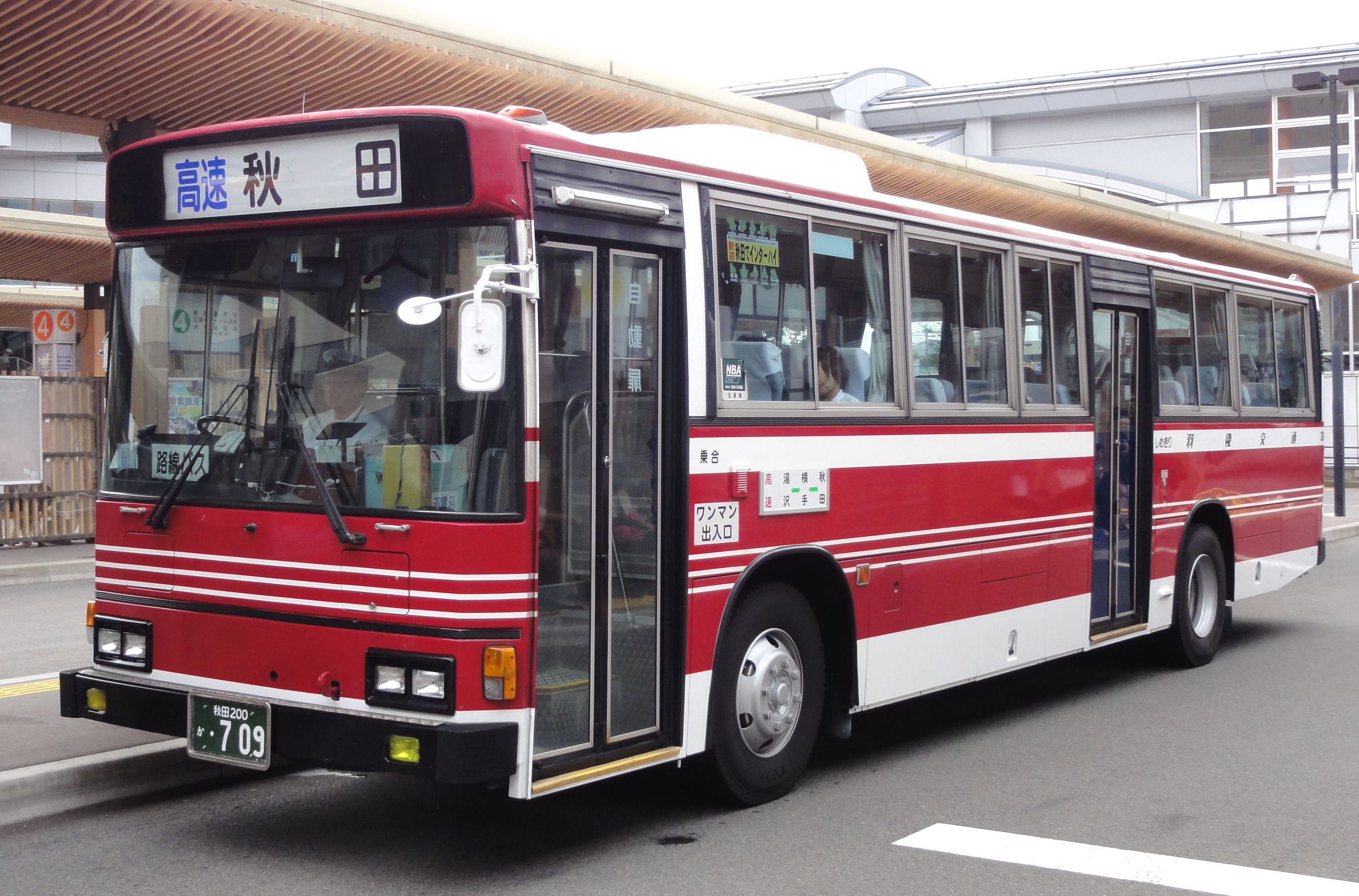
日野・ブルーリボン ワンロマ仕様
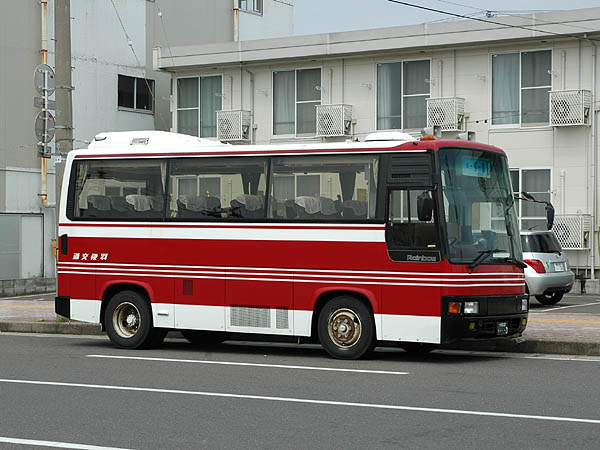
小型車 日野・レインボー7M

### 高速車・貸切車

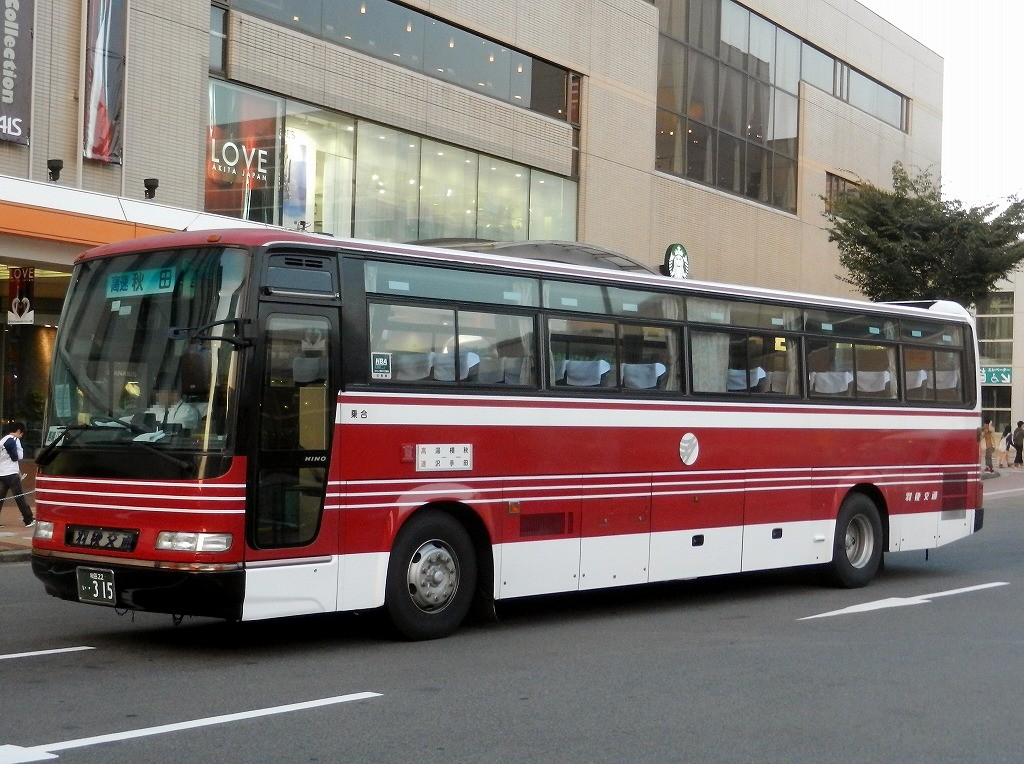
高速車 日野・セレガ（一般路線塗装）

- 高速車
日野・セレガ（一般路線塗装）

## 関連会社
- 羽後交通興業（田沢湖遊覧船運行・保険代理業など）
- 羽後交通観光（旅行代理店） - 2023年7月事業停止[105]。

### 田沢湖遊覧船
（出典：）

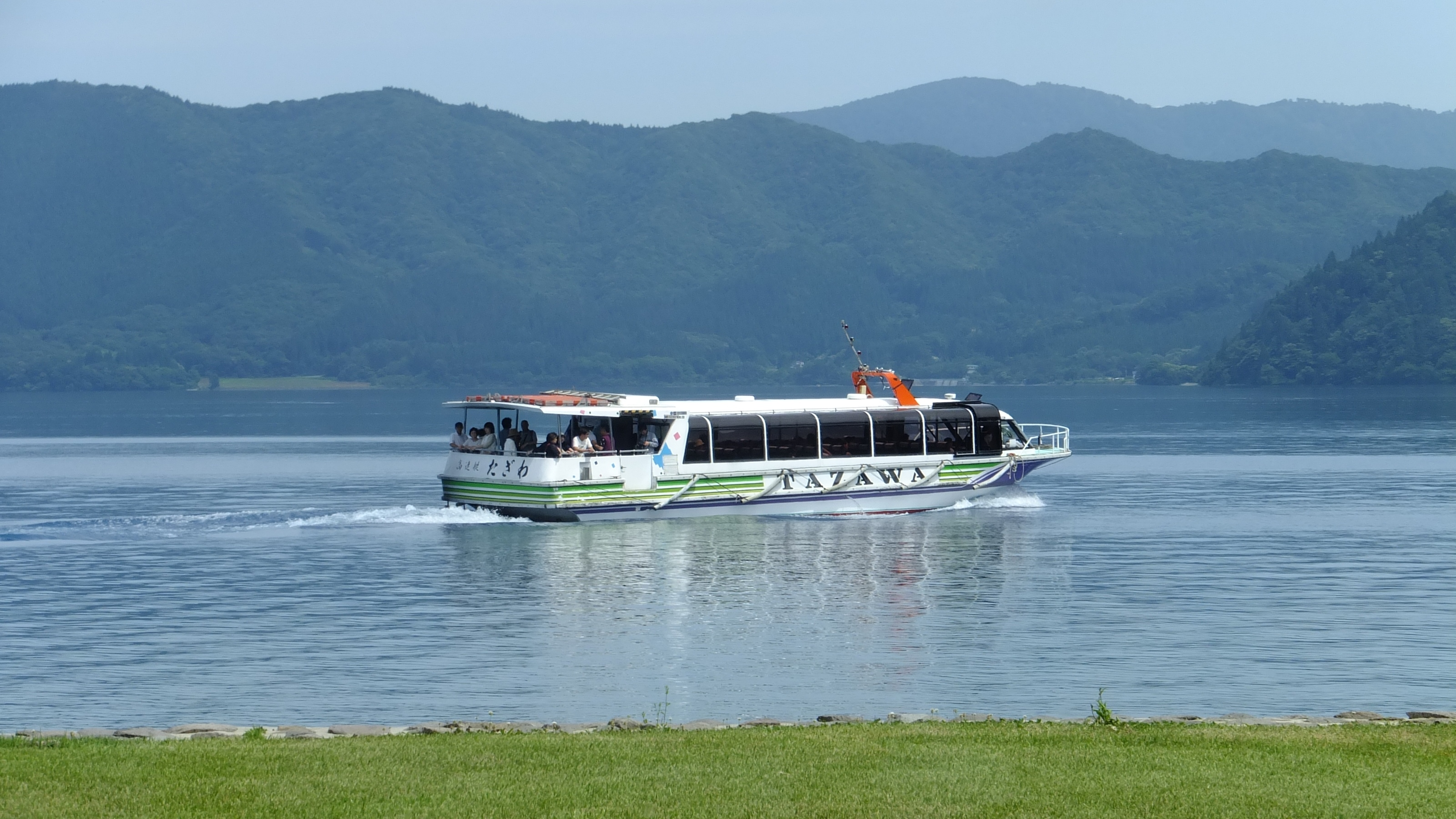
高速艇たざわ

関連会社の羽後交通興業が、田沢湖で遊覧船の運航、レストハウスの営業を行っている。
- 白浜 → 御座の橋 → 潟尻 → 白浜
  - 4月26日～11月5日の季節運航で、1日4往復を運航する（7月20日～8月20日は8往復に増便）。
  - 御座の石桟橋は離着岸なしで通過扱い。
  - 名所付近は一時停止のみ。

船舶
- 高速艇たざわ

1995年7月15日就航、19総トン、機関出力800PS、航海速力23ノット、旅客定員110名